# Alcazar de Séville
Pour les articles homonymes, voir Alcazar.
L'alcazar de Séville (en espagnol : Real Alcázar de Sevilla, prononcé en espagnol : [alˈkaθar]) est un palais fortifié (alcazar) construit à Séville par les Omeyyades d'Espagne et modifié à plusieurs reprises pendant et après la période musulmane. Il est considéré comme l'exemple le plus brillant de l'architecture mudéjar sur la péninsule Ibérique. La famille royale d'Espagne utilisait encore récemment l'étage, mais préfère actuellement l'hôtel Alphonse XIII à côté. Pour indiquer leur présence, le drapeau de l'entrée touristique est baissé.
L'alcazar de Séville est inscrit au patrimoine mondial de l'humanité par l'UNESCO depuis 1987.

## Histoire
Construit sur un ancien site romain, puis wisigoth, par les Omeyyades d'Espagne à partir de 844 sous le règne de l'émir Abd al-Rahman II, l’alcazar fut modifié à plusieurs reprises durant la période musulmane, notamment sous les Almohades. Au XIIIe siècle, Alphonse X entreprit la construction d'un premier palais, de style gothique sur le site de l'alcazar musulman. Au siècle suivant, Pierre Ier, à la suite du tremblement de terre de 1356 qui détruisit une grande partie de Séville, y ajouta un splendide palais de style mudéjar. L'ensemble, qui ne conserve que peu de vestiges de l'époque d'al-Andalus, fut modifié une nouvelle fois par Charles Quint au xvie siècle. 

### Période islamique

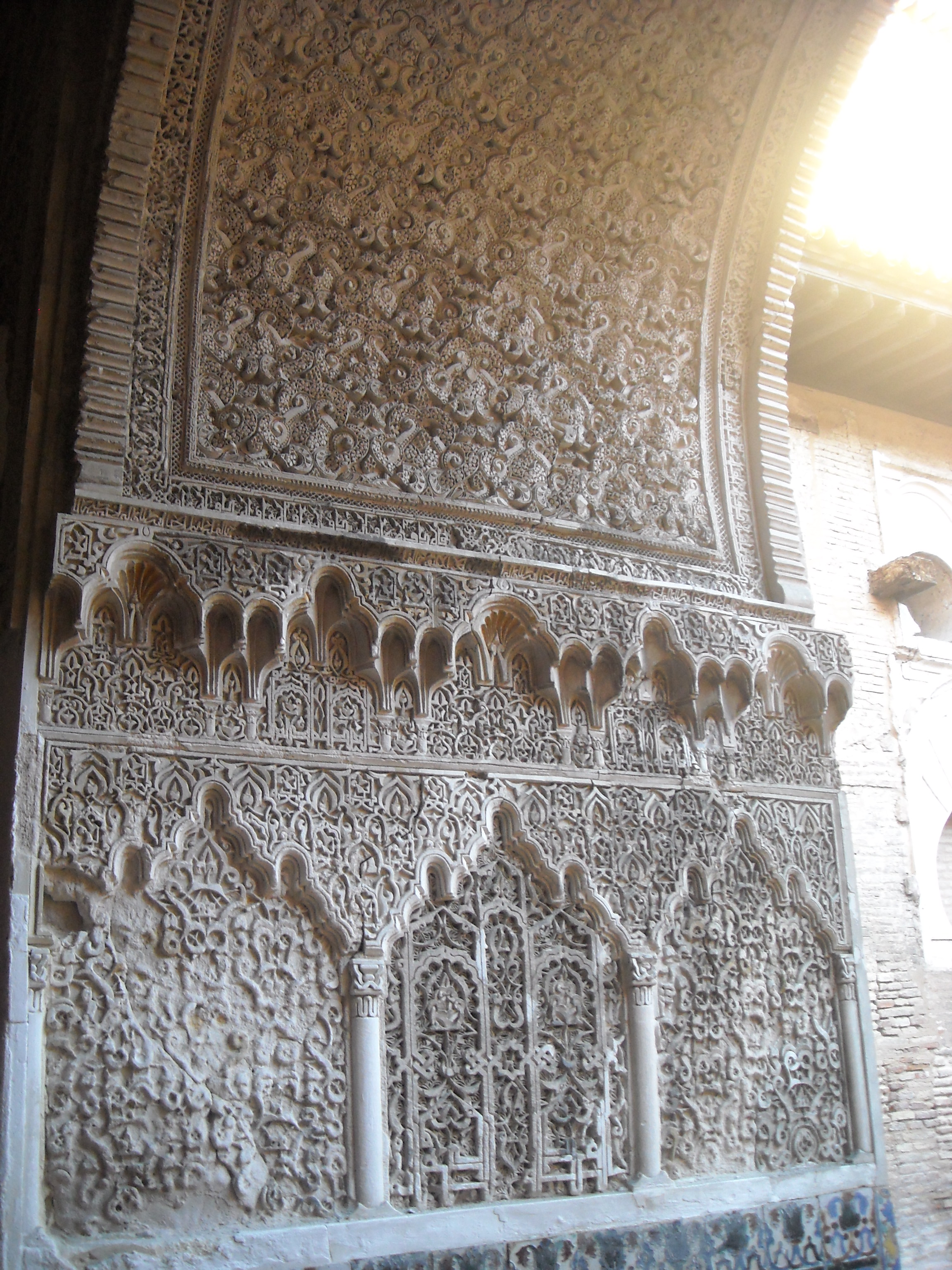
Détail d’un arc de la cour du Plâtre, faisant partie du palais musulman primitif.

L’alcazar commença à prendre l’aspect d’un palais fortifié après la conquête de Séville (712) par les Arabes, qui, dès 720, utilisèrent ces lieux comme résidence de leurs dirigeants. En 884, la forteresse contribua à contrecarrer une invasion de la ville par les Vikings.
Depuis sa construction par les Arabes, la forteresse comprenait plusieurs secteurs, comme la « maison des Princes » (casa de los Príncipes), habitations qui s’étendaient de la plaza del Triunfo jusqu’au quartier de Santa Cruz.
Le palais islamique primitif est de la même époque que l’Alhambra de Grenade. Y furent ajoutés au XIe siècle le palais des émirs, puis, au XIIe siècle, l’« Alcázar » ou « palais des Bénédictions », alors que les fortifications étaient renforcées. Un siècle plus tard, les Almohades édifièrent encore d’autres cours et palais. Les seuls éléments du palais islamique qui subsistent encore aujourd’hui sont la cour des Stucs (patio del Yeso), la salle de Justice (sala de la Justicia), la cour en croix (patio del Crucero, convertie peu après pour accueillir les bains de doña Marie de Padilla), la cour de la maison du Commerce (patio de la Casa de Contratación) et les murailles, qui entourent le complexe historique.

### Période chrétienne

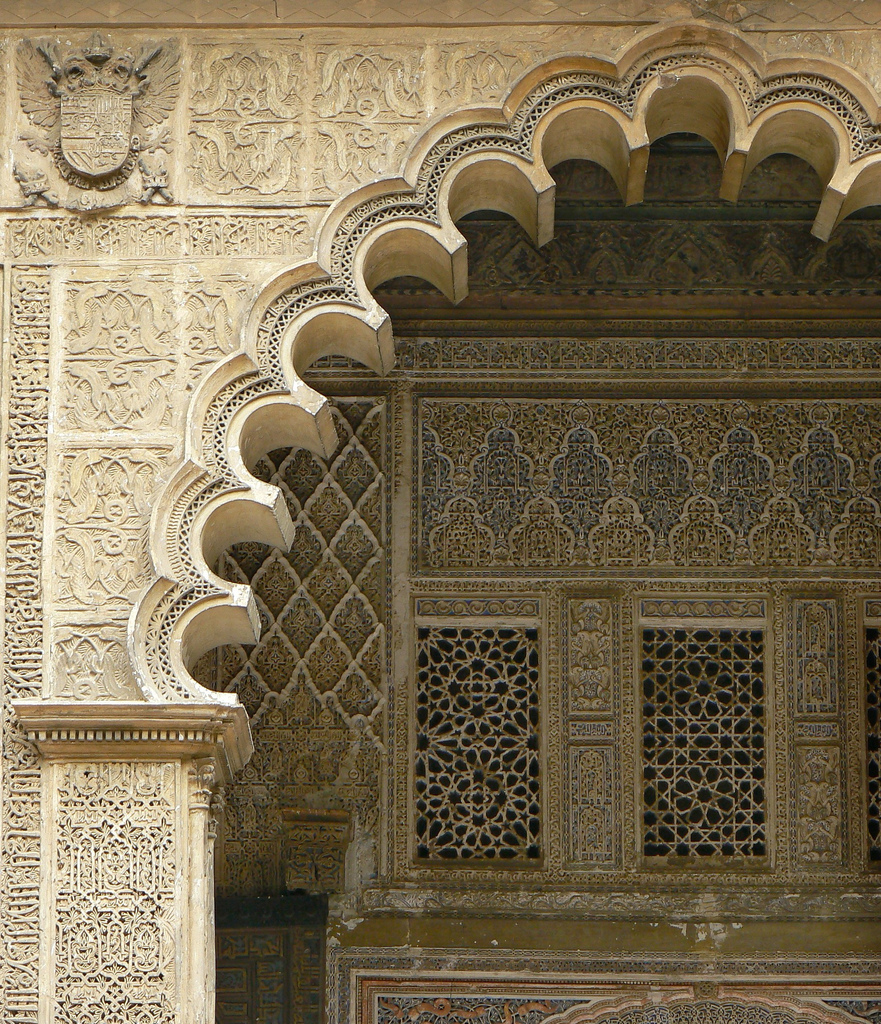
Détail d’un arc polylobé mudéjar dans le palais de Pierre Ier.

Après la prise de la ville par le roi Ferdinand III en 1248, l’alcazar fut converti en résidence royale. Son fils Alphonse X le Sage fit exécuter les premiers réaménagements, faisant notamment construire en 1254 trois grands salons en style gothique. En 1364, Pierre Ier de Castille décida d’ériger ce que l’on appelle de nos jours le palais Mudéjar, qui fut le premier palais d’un roi de Castille à ne pas être fortifié et qui nous émerveille aujourd’hui par la richesse de son ornementation mudéjar. En 1366, une fois terminé le nouveau palais, une guerre civile éclata, opposant Pierre Ier à son demi-frère Henri II et s’achevant par la mort de Pierre en 1369, qui ne put guère profiter du nouveau palais.
Le palais de Pierre Ier est considéré comme étant l’exemple le plus complet d’architecture mudéjar en Espagne.
Furent érigés par la suite la chapelle gothique, le hall des Cavaliers (Apeadero), la cour de la Vénerie (patio de la Montería) et, dans les jardins, la galerie des Grotesques (Grutescos).

### L’alcazar de Séville et la monarchie espagnole

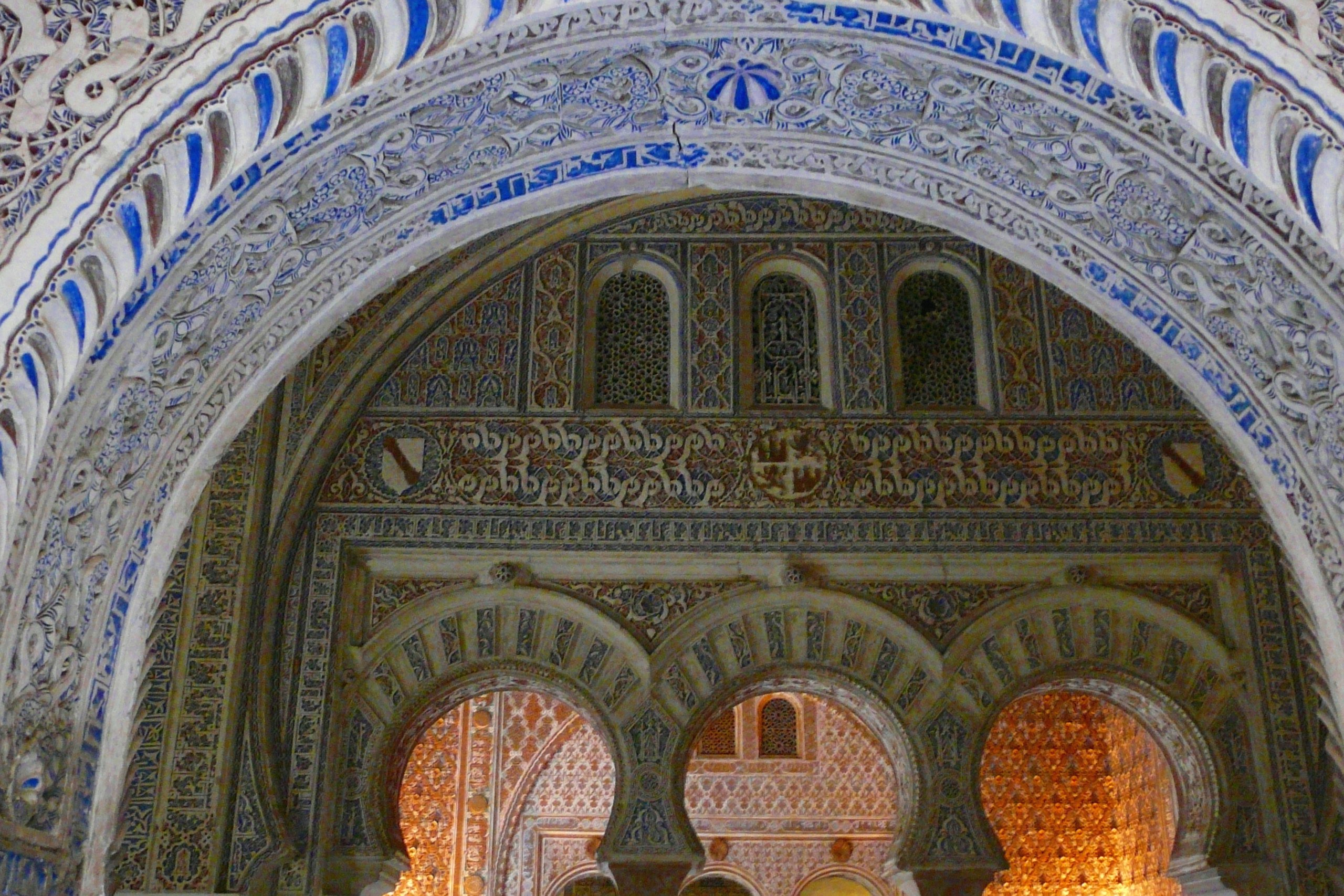
Arcs en fer à cheval dans le salon des Ambassadeurs.

Au fil de l’histoire, l’alcazar a été le théâtre de divers événements liés à la couronne espagnole. En 1477, les Rois catholiques vinrent s’installer à Séville, dans l’enceinte de l’alcazar. Un an plus tard, le 14 juin 1478, naissait au palais leur deuxième fils, le prince Jean d'Aragon. En 1526 fut célébré à l’alcazar le mariage de Charles Quint (Charles Ier d’Espagne) et de sa cousine Isabelle de Portugal.
En 1823, lors de la campagne menée par la France afin de rétablir le roi Ferdinand VII, la famille royale résida à l’alcazar de Séville pendant deux mois. C’est lors de ce séjour que naquit, le 17 avril 1823, l’infant Henri de Bourbon, fils de l’infant François de Paule de Bourbon et de Louise-Charlotte de Bourbon-Siciles, auquel le roi Ferdinand VII conféra quelques jours après sa naissance le titre de Duc de Séville.
Par décret du 22 avril 1931, le gouvernement de la Seconde République espagnole céda l’alcazar à la commune de Séville.
Enfin, le 18 mars 1995, l’alcazar servit de cadre au banquet et à la réception donnés à l’occasion du mariage de l’infante Hélène de Bourbon, fille du roi Juan Carlos Ier, et de Jaime de Marichalar.
La famille royale utilise aujourd’hui l’étage du palais.

## Le palais

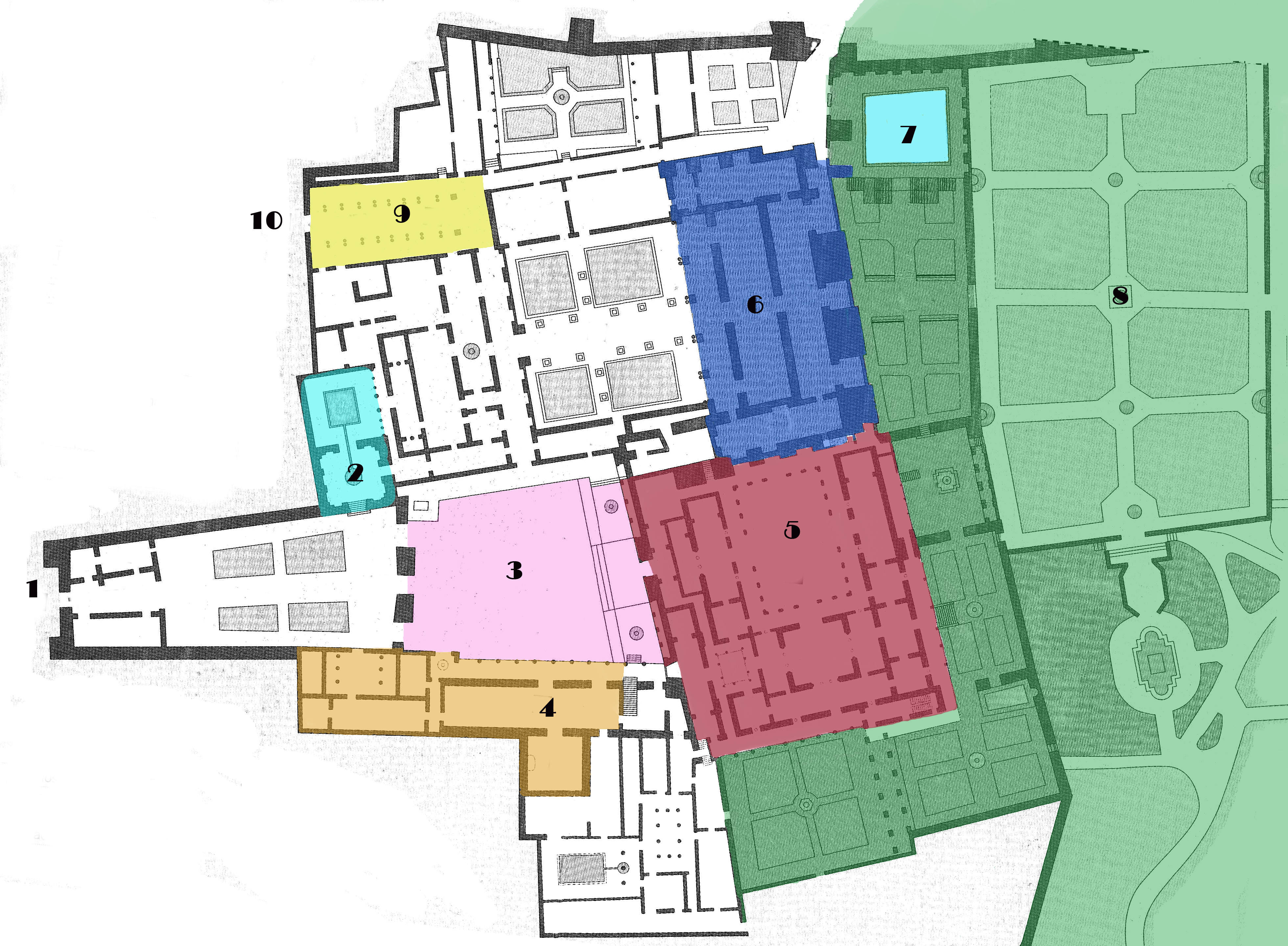
Plan de l'Alcázar
1-Porte du Lion
2-Salle de Justice et cour des Stucs cyan
3-Cour de la Vénerie rose
4-Salon de l'Amiral et maison du Commerce crème
5-Palais mudéjar ou de Pierre Ier rouge
6-Palais Gothique bleu
7-Bassin de Mercure
8-Jardins vert
9-Vestibule baroque jaune
10-Cour des Drapeaux

### Porte et cour du Lion (puerta y patio del León)

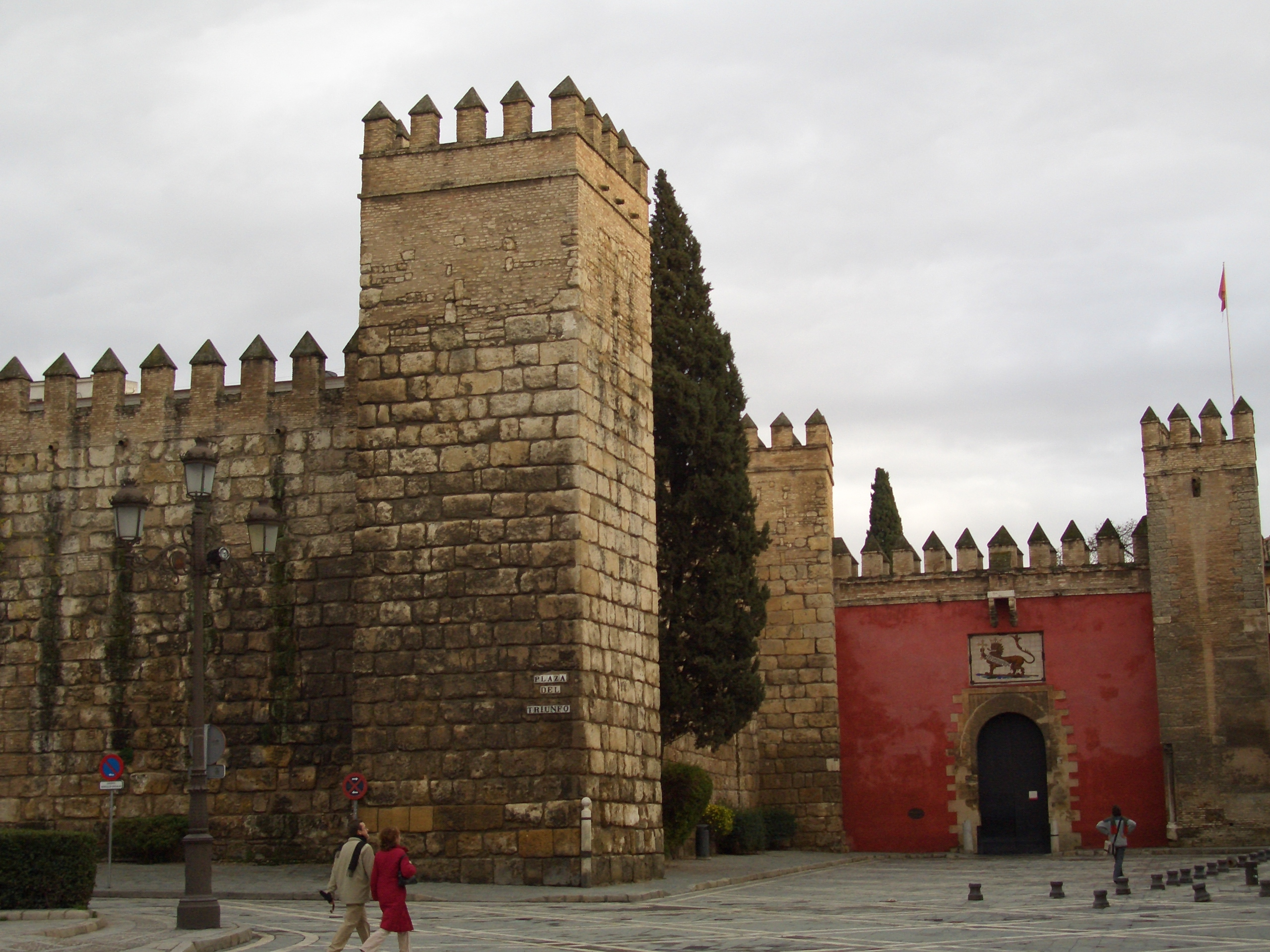
Muraille extérieure et porte du Lion.

On pénètre actuellement dans l’alcazar par la porte dite du Lion. Appelée autrefois « porte de la Vénerie » (puerta de la Montería), elle servait de hall d’entrée donnant accès à la cour du même nom. De style almohade, elle est surmontée d’un panneau d’azulejos réalisés en 1894 en céramique sévillane par la fabrique de Mensaque, dans le quartier de Triana.
Une fois franchie la muraille arabe du XIIe siècle, on accède à la cour du Lion, sur laquelle donne, à gauche, la salle de la Justice (sala de la Justicia). En face, trois grands arcs s’ouvrent dans la muraille, restes d’une ancienne façade almohade qui faisait partie de l’enceinte défensive de l’alcazar. Ces ouvertures, réalisées dans l’axe du palais du roi Pierre Ier de Castille, sont postérieures à la construction de celui-ci. Les deux arcs latéraux, à l’origine en fer à cheval, sont identiques, tandis que l’arc central, plus élevé et réalisé en pierre, est un arc en plein cintre surhaussé. Mais avant de passer ces arcs, on pénètre à gauche dans la salle de Justice et accède à la cour de la Vénerie (patio de la Montería).

### Salle de Justice (sala de la Justicia)

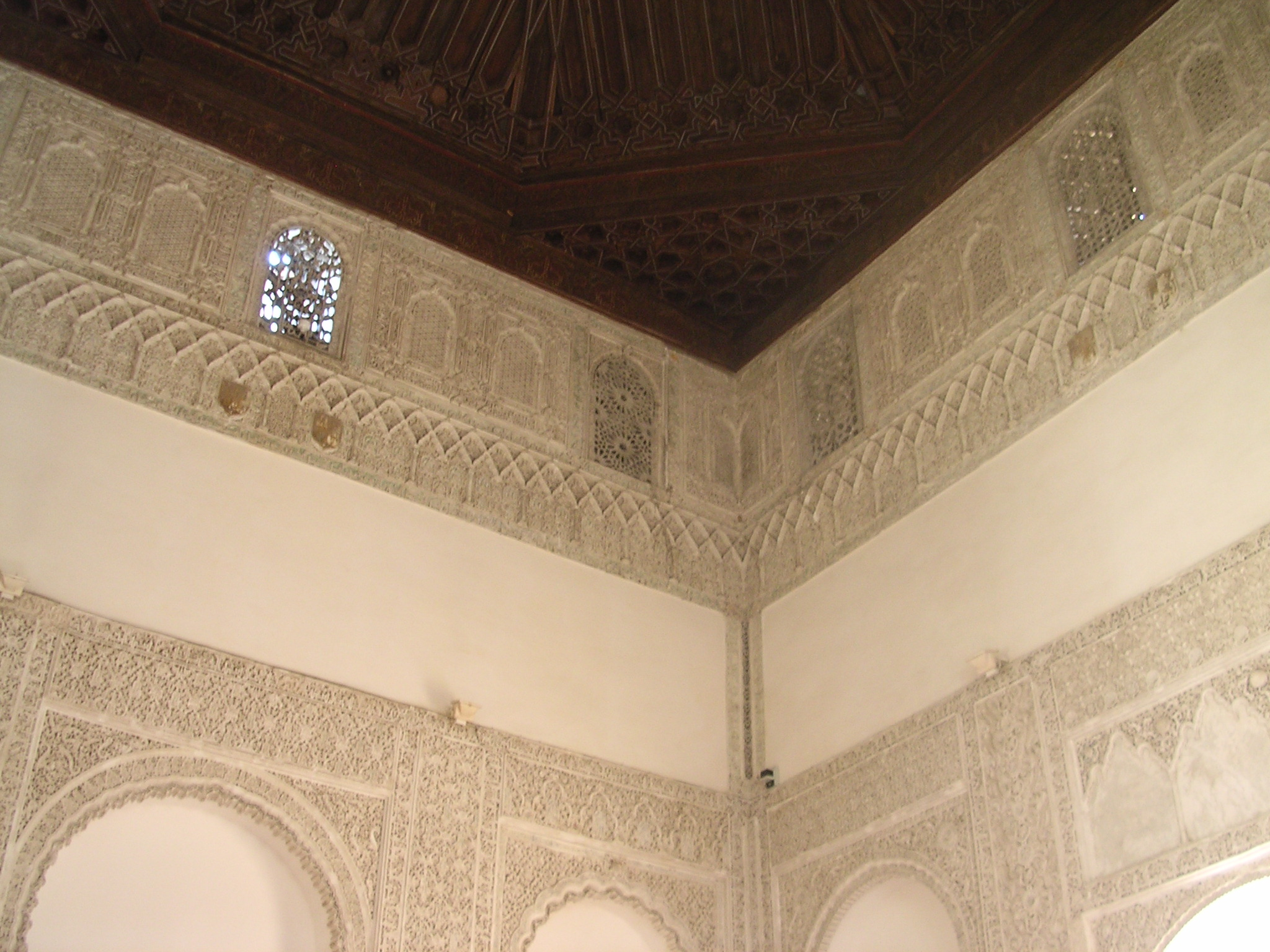
Salle de Justice.

Connue aussi sous le nom de salle des Conseils, elle fut construite après 1340 par Alphonse XI, sur les ruines de l’ancien palais almohade. C’est là que le roi Pierre le Cruel rendait ses jugements. La salle, de plan carré, est couverte d’un plafond à caissons formés de motifs polygonaux qui s’imbriquent les uns dans les autres pour s’organiser en étoiles, élément de style typique de l’architecture mudéjar, appelé artesonado. Le sol, refait récemment, est pavé de tomettes et ponctué d’azulejos, disposés géométriquement autour d’un joli bassin circulaire en marbre blanc, à fleur de terre. La salle de Justice communique avec la cour des Stucs, qui lui sert pour ainsi dire de puits de lumière. C’est l’un des rares éléments qui nous restent de l’époque almohade. De plan presque carré, elle comporte en son milieu un bassin rectangulaire. Le mur droit accuse une succession d’arcs polylobés surmontés d’une riche et délicate décoration.

### Cour de la Vénerie (patio de la Montería)

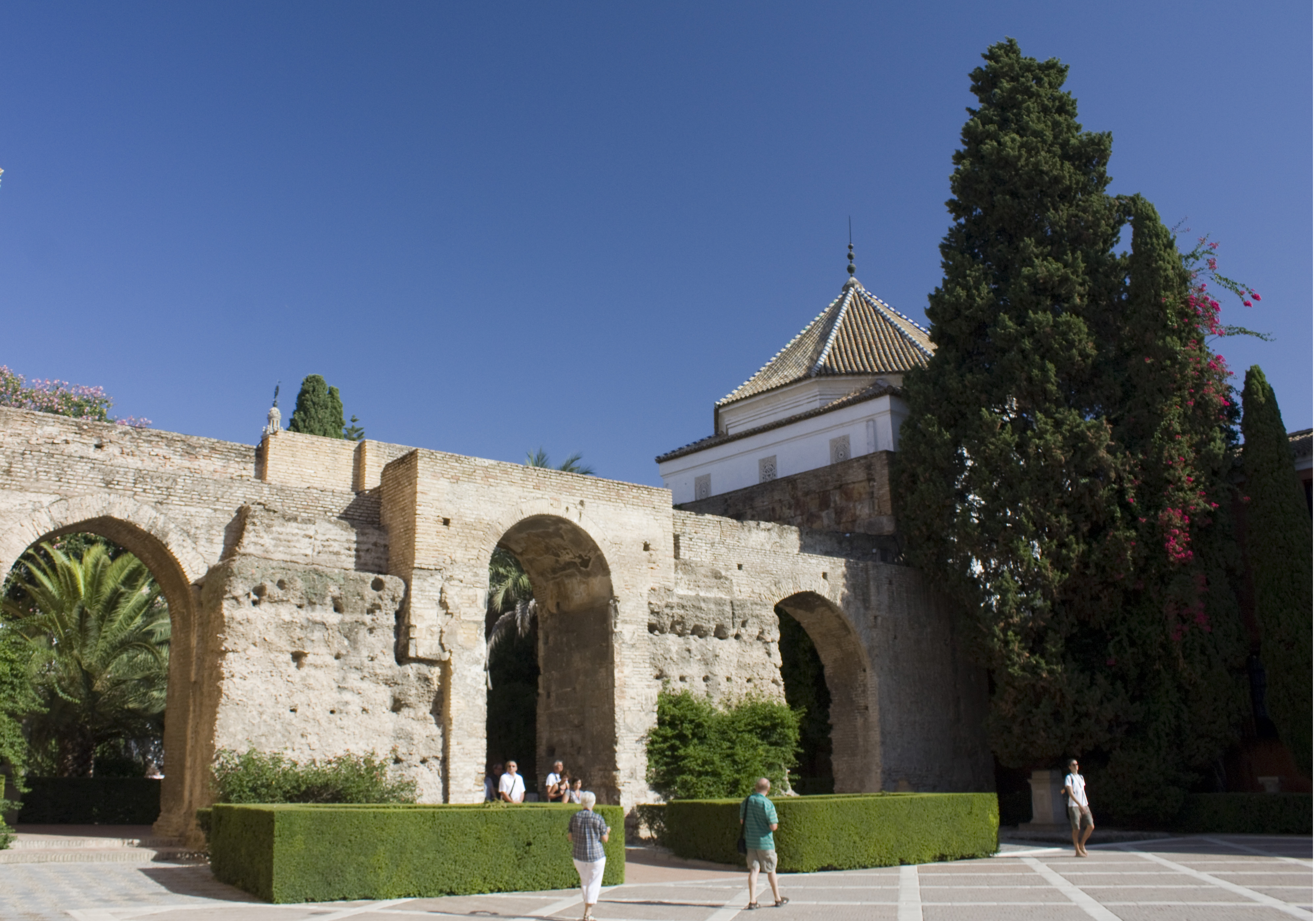
Cour de la Vénerie.

De retour dans la cour du Lion, on franchit sur la gauche l’un des trois grands arcs décrits plus haut et accède à la cour de la Vénerie (patio de la Montería).
Elle doit son nom aux veneurs (« monteros »), qui accompagnaient le roi dans ses parties de chasse. De forme trapézoïdale, elle est dominée à l’est par la façade du palais mudéjar du roi Pierre Ier, qui décline à l’infini arcatures polylobées et décors filigranés. Sur la droite, la façade est en double galerie d’arcades, à baies ouvertes au rez-de chaussée et vitrées à l’étage. C’est de là qu’on accède au salon de l’Amiral et à l’escalier qui mène au Haut Palais. En quittant la cour sur la gauche, on parvient à la cour de la Croisée (patio del Crucero) puis au palais Gothique.

### Salon de l'Amiral et maison du Commerce (cuarto del Almirante et casa de Contratación)

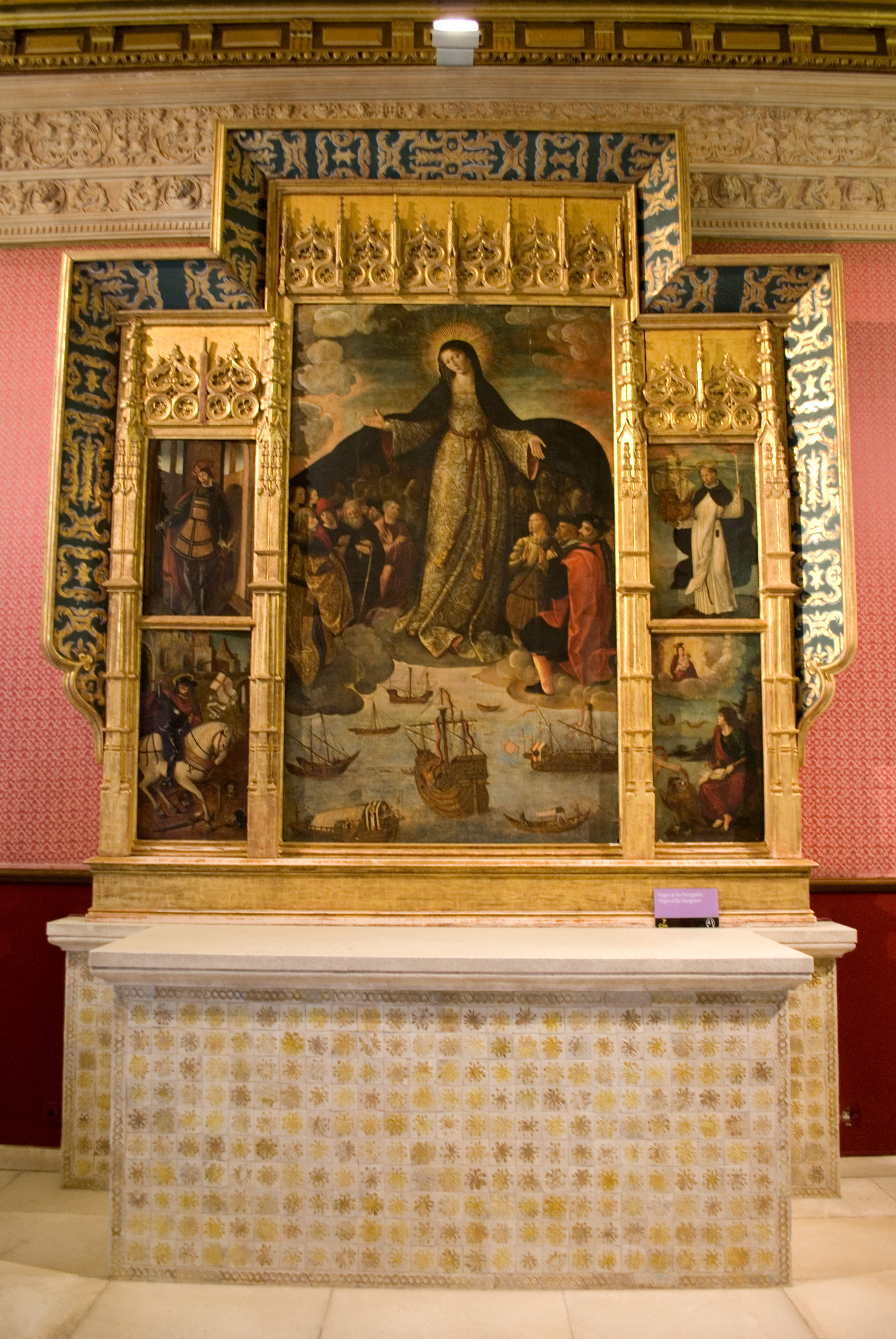
Retable de la Vierge des Navigateurs, œuvre d’Alejo Fernández (entre 1531 et 1536).

Le salon de l'Amiral se trouve au rez-de-chaussée, à droite de la cour de la Vénerie.

#### Histoire
Après la découverte de l'Amérique, la reine Isabelle la Catholique décida en 1503 de créer la maison du Commerce des Indes, organisme institutionnel chargé de régler les relations avec le continent américain et dont les attributions étaient aussi de réceptionner et de remettre des marchandises, de prendre des mesures de caractère technique et scientifique et de mener des actions judiciaires, par exemple en cas de conflits entre les commerçants. C'est par ailleurs dans ses salles que furent projetées les principales expéditions des grands navigateurs de l’époque.
La ville de Séville fut choisie pour héberger cette institution, qui siégeait dans le salon dit de l'Amiral, aménagé sur l'ancien palais de la dynastie abbadite, remanié par les Almohades. L'année même de la création de l'institution, il fut donné ordre de construire et d'aménager les bâtiments nécessaires pour l'accueillir. Ce qui reste aujourd’hui de l'ancienne maison du Commerce ne forme qu'une partie des édifices qu'elle occupait à l’époque, lesquels s'étendaient de l'actuelle cour de la Vénerie jusqu'à la plaza de la Contratación, où se trouvait sa façade principale. Ce secteur comprenait entre autres le salon de l'Amiral ou salle capitulaire, deux nefs sur la hauteur de deux étages, une chapelle, et enfin des magasins et des habitations regroupés autour d’une cour et attenants à la plaza de la Contratación, ce dernier ensemble ayant été détruit en 1964. En 1717, la maison du Commerce fut transférée à la ville de Cadix. Depuis 1793, année où la maison du Commerce fut dissoute, toutes ses dépendances furent incluses dans le complexe de l'alcazar.

#### Description des salles actuelles
Les salles aujourd’hui conservées comprennent un premier salon où sont exposés plusieurs tableaux importants, dont L'inauguration de l'Exposition ibéroaméricaine de 1929, qui préside la salle, œuvre du peintre sévillan Alfonso Grosso, Les derniers moments de la vie de san Fernando, de Virgilio Mattoni, aux dimensions spectaculaires (400 x 750 cm); la Prise de la Loja par Ferdinand le Catholique, œuvre d'Eusebio Valldeperas, et les portraits de Ferdinand VII et de Marie-Christine de Naples, de Carlos Blanco, datés du premier tiers du XIXe siècle. On parvient ensuite à la salle des Audiences, où Christophe Colomb rencontra Ferdinand et Isabelle à la suite de son second voyage. Transformée en chapelle au XVIe siècle, cette salle est couverte d'un superbe plafond en remplage du XVIe siècle au riche décor géométrique et présidée par un précieux retable, la Vierge des Navigateurs, original d'Alejo Fernández, peint entre 1531 et 1536. La Vierge couvre de son manteau le roi Ferdinand le Catholique, l'empereur Charles Quint (à la cape rouge) et, à genoux, les navigateurs Christophe Colomb, Amerigo Vespucci et l'un des frères Pinzón. Les volets du retable représentent quatre saints (saint Sébastien, saint Jacques le Majeur, saint patron de l’Espagne, Saint Elme, patron des marins, et saint Jean l'Évangéliste. Il s'agit de l'une des premières œuvres picturales illustrant la découverte des Amériques et où figure Christophe Colomb.
Les salles de l'étage sont dédiées à la collection Carranza de céramiques, prêtée pour vingt ans.

### Palais mudéjar ou dePierreIer

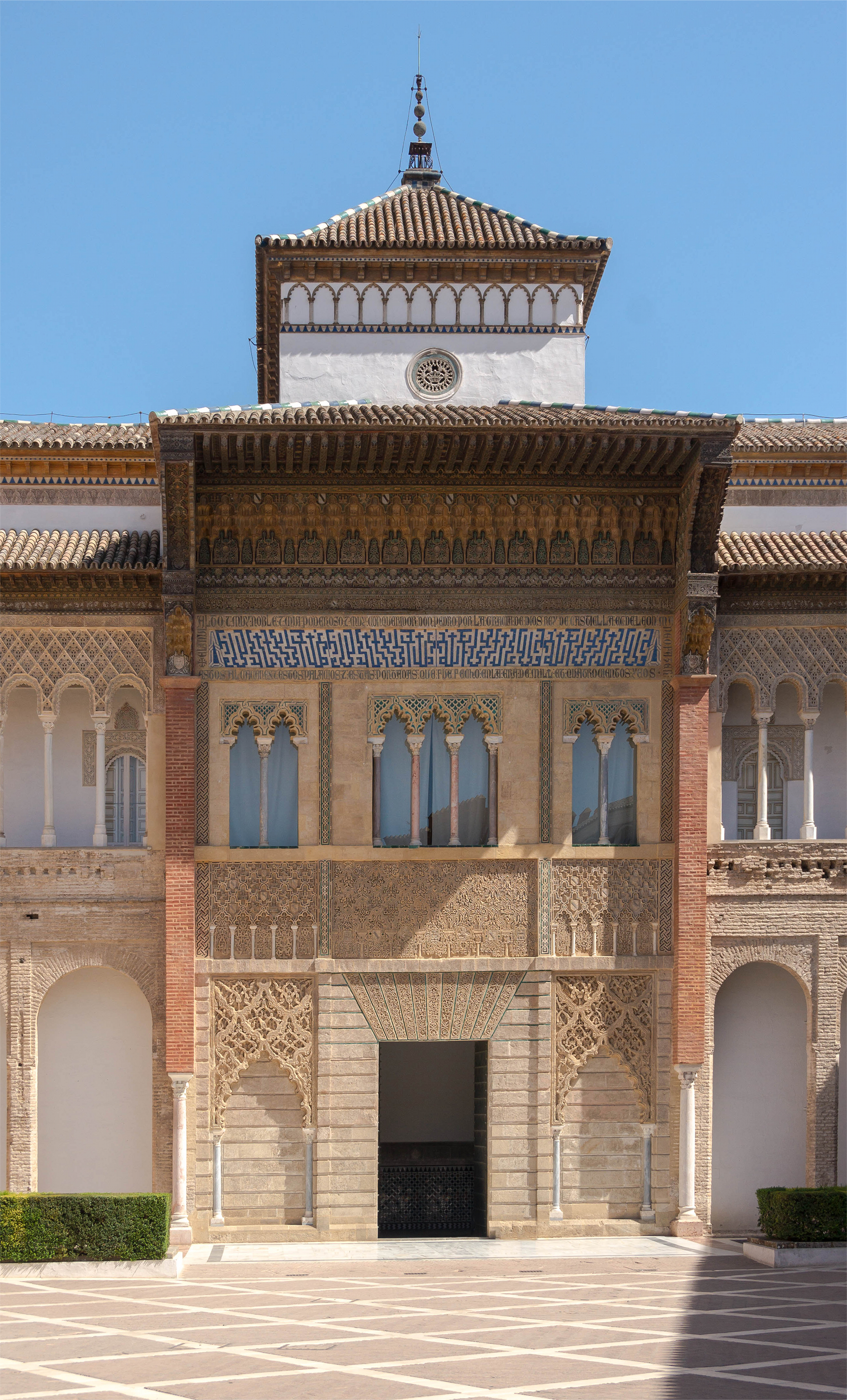
Façade du palais de Pierre Ier, dans la cour de la Vénerie.

Il fut construit à côté du palais Gothique d'Alphonse X. Pierre Ier se servit, surtout à Tordesillas et Séville, de l’épigraphie arabe pour exalter ses vertus. En effet, à partir du XIVe siècle, les monarques castillans, cessèrent de copier les tendances européennes pour s'inspirer des modèles andalous,.
Le bois employé dans les plafonds à caissons (aljarfes), dans les portes ornées d’entrelacs géométriques et dans les encadrements de fenêtres est en général du pin. Ces ornements sont la plupart du temps dorés ou polychromes.
Le palais possède un étage qui ne s'étend toutefois pas sur toute la superficie du rez-de-chaussée.

#### Façade
La façade principale donne sur la cour de la Vénerie. L'avant-toit en bois, soutenu par des muqarnas (éléments décoratifs en forme de nids d'abeilles) dorés, surplombe une frise d'azulejos portant, en arabe, la devise des Nasrides « Allah seul est vainqueur ». Cette frise est bordée d'une inscription en caractères gothiques qui indique que le roi Pierre a fait construire ce palais en l'an 1402. En dessous, une rangée de fenêtres, trifore au centre, bifores sur les côtés, sont flanquées de colonnettes de marbre qui soutiennent des petits arcs polylobés. La porte centrale est encadrée par deux arcs aveugles pointus et polylobés, surmontés d'entrelacs de stucs.

#### Cour des Poupées (patio de las Muñecas)

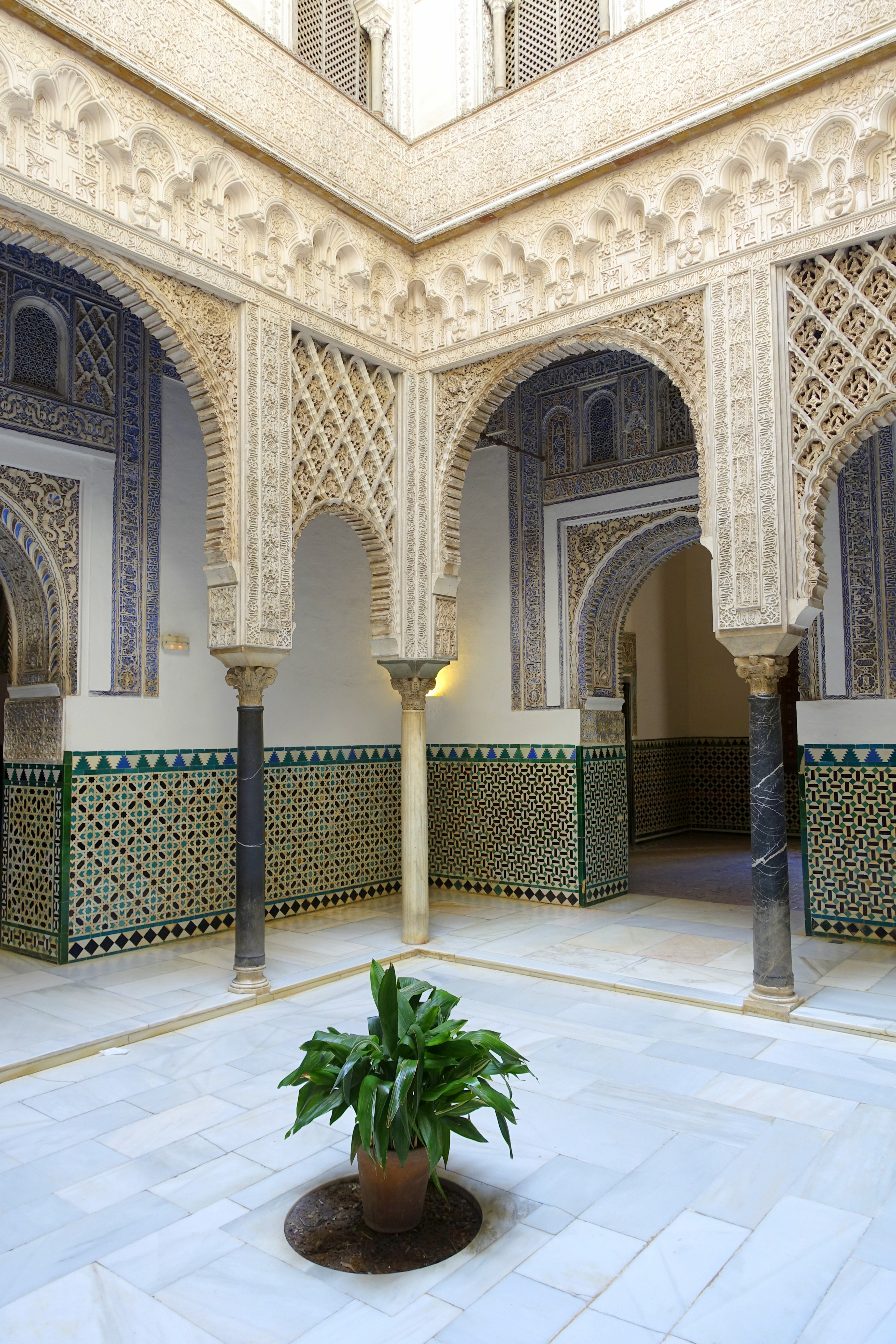
Cour des Poupées.

La porte centrale du palais donne accès à un vestibule, d'où un petit couloir mène, à droite, à la cour des Poupées. Cette partie du palais était probablement réservée à la reine. Ce patio devrait son nom à la présence de minuscules visages, sculptés dans le stuc. Il est entouré de 4 galeries où l'on retrouve des arcs en plein-cintre polylobés, supportés par de belles colonnes de marbre. Les chapiteaux sont en marbre blanc finement ciselé et proviennent de la résidence du calife à Médinat-al-Zahara, près de Cordoue, détruite au XIe siècle, moins d’un siècle après sa construction.
La cour a été profondément modifiée au XIXe siècle. Elle fut surélevée, on y ajouta un entresol néo-mudéjar et on la couvrit d’une verrière, ce qui est contraire à la tradition sévillane, où les patios servent à faire circuler l'air.

#### Chambre du Prince (cuarto del Príncipe)
On y accède par la galerie nord de la cour des Poupées. Cette salle était sans doute l'appartement d'été de la reine Isabelle de Castille. C'est pourquoi il fut le lieu où naquit l'infant Jean d'Aragon. Seul fils des Rois catholiques à atteindre l'âge adulte, il était destiné à hériter des couronnes de Castille et Aragon, mais, de santé fragile, il mourut à l'âge de 19 ans. Cette salle comporte une partie centrale rectangulaire et, à chacune de ses deux extrémités, une alcôve, dont celle de la reine, couronnée d'une superbe coupole octogonale à caissons mêlant motifs mudéjar et Renaissance.

#### Cour des Demoiselles (patio de las Doncellas)
Le nom de ce patio fait référence à la légende selon laquelle les Maures exigeaient 100 jeunes filles vierges par an comme hommage de la part des royaumes chrétiens de la péninsule Ibérique.
Il s'agit d'une cour rectangulaire de 21 mètres sur 15, entourée de quatre galeries comportant sept arcs dans la longueur et cinq dans la largeur, l'arc central étant rehaussé sur chaque côté. Les grands arcs polylobés brisés du rez-de-chaussée s'appuient sur des colonnes doubles qui donnent de la légèreté à l'ensemble. Les pans de mur qui les surmontent présentent des décors en sebka.
Un long bassin rectangulaire parcourt le centre du patio sur toute sa longueur, créant ainsi une ligne d'eau. Ce bassin est entouré de promenoirs couverts d'un dallage de briques rouges agrémenté de bordures en céramique verte, semblable au dallage qui orne le pourtour du jardin. Le bassin et ses promenoirs sont bordés de deux parterres de fleurs et d'arbustes situés un mètre plus bas dont les côtés sont ornés d'une frise d'arcs en plein cintre entrelacés.
Cet aspect date d'une restitution opérée au XXIe siècle à la suite des fouilles menées de 2002 à 2005 par une équipe d'archéologues dirigée par Miguel Ángel Tabales,. Les jardins et le bassin, construits entre 1356 et 1366, furent comblés de 1581 à 1584 et la cour fut recouverte par Juan Bautista de Zumárraga d'un dallage de marbre blanc et noir orné en son centre d'une fontaine d'albâtre,,,,. Le patio a a conservé cet aspect jusqu'à ce que sa véritable structure soit découverte et que le jardin caché soit dégagé après les fouilles de 2002-2005, qui ont mis en évidence le bon état de conservation de la zone située sous le Patio,. L'ancien jardin mudéjar a été restauré après être resté caché pendant des siècles sous un sol en marbre.

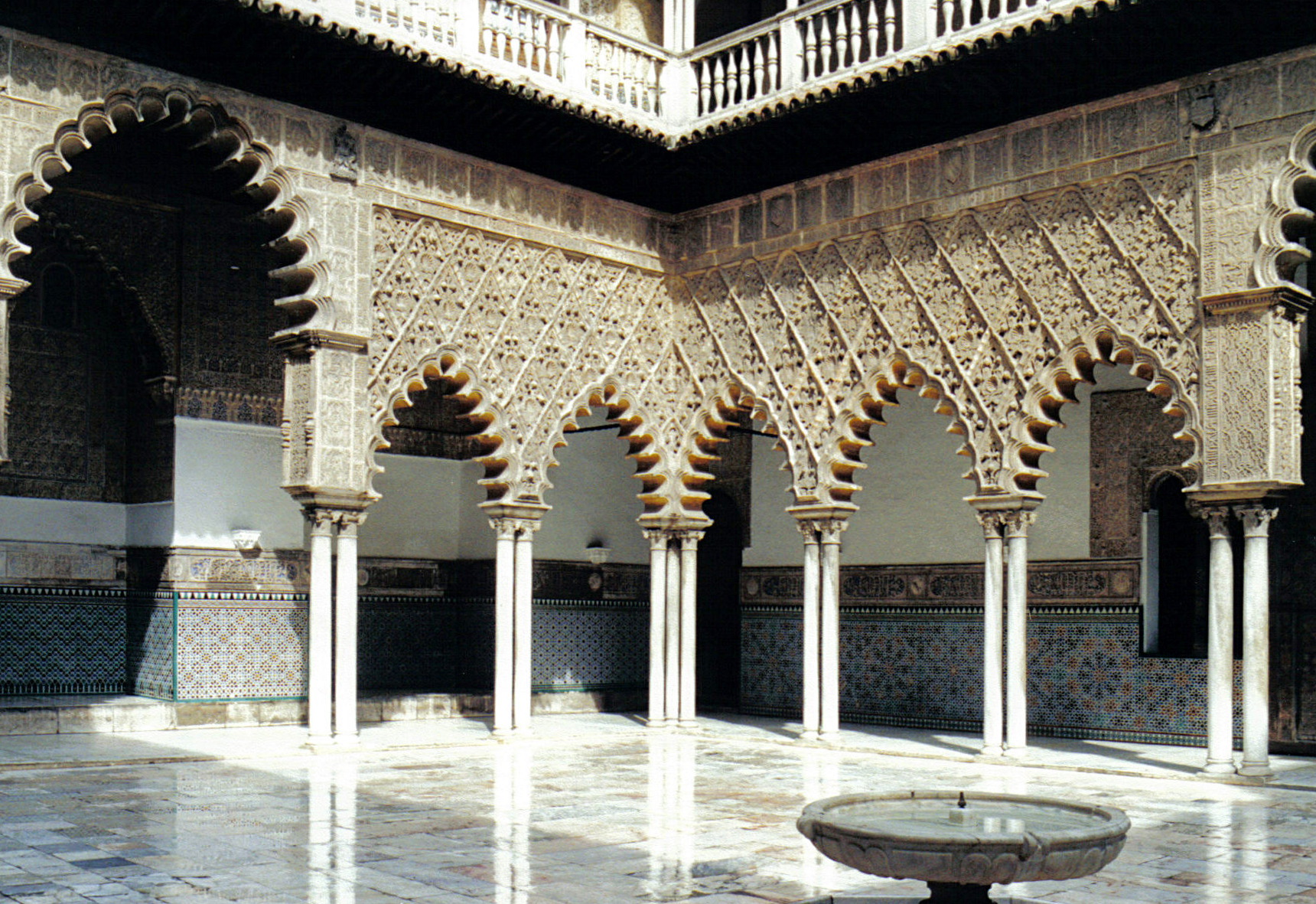
Le patio de las Doncellas en l'an 2000, avec le pavement de marbre posé en 1581-1584.
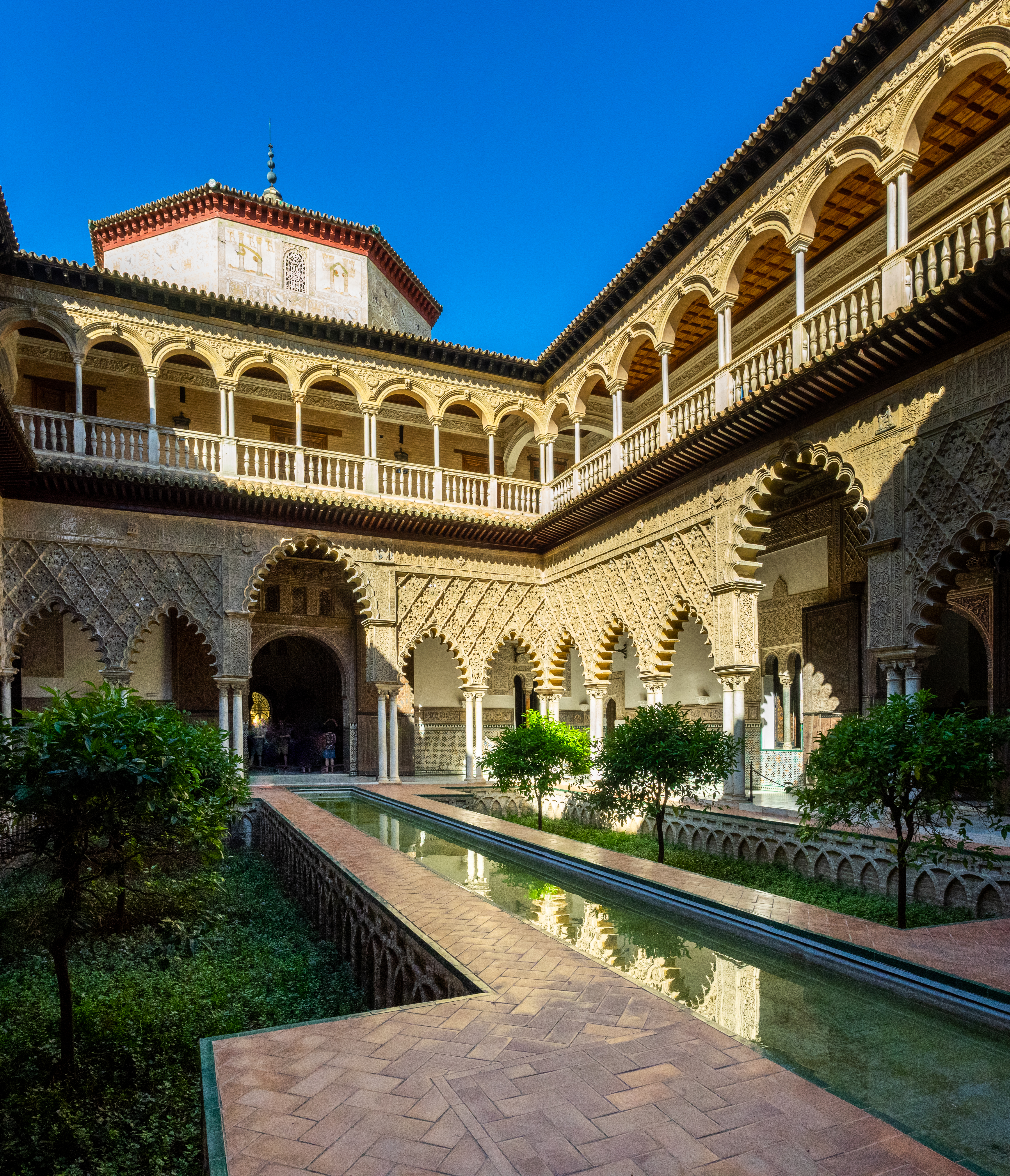
L'aspect actuel avec un bassin central, après la restauration de l'état initial du jardin mudéjar opérée au début du XXIe siècle.
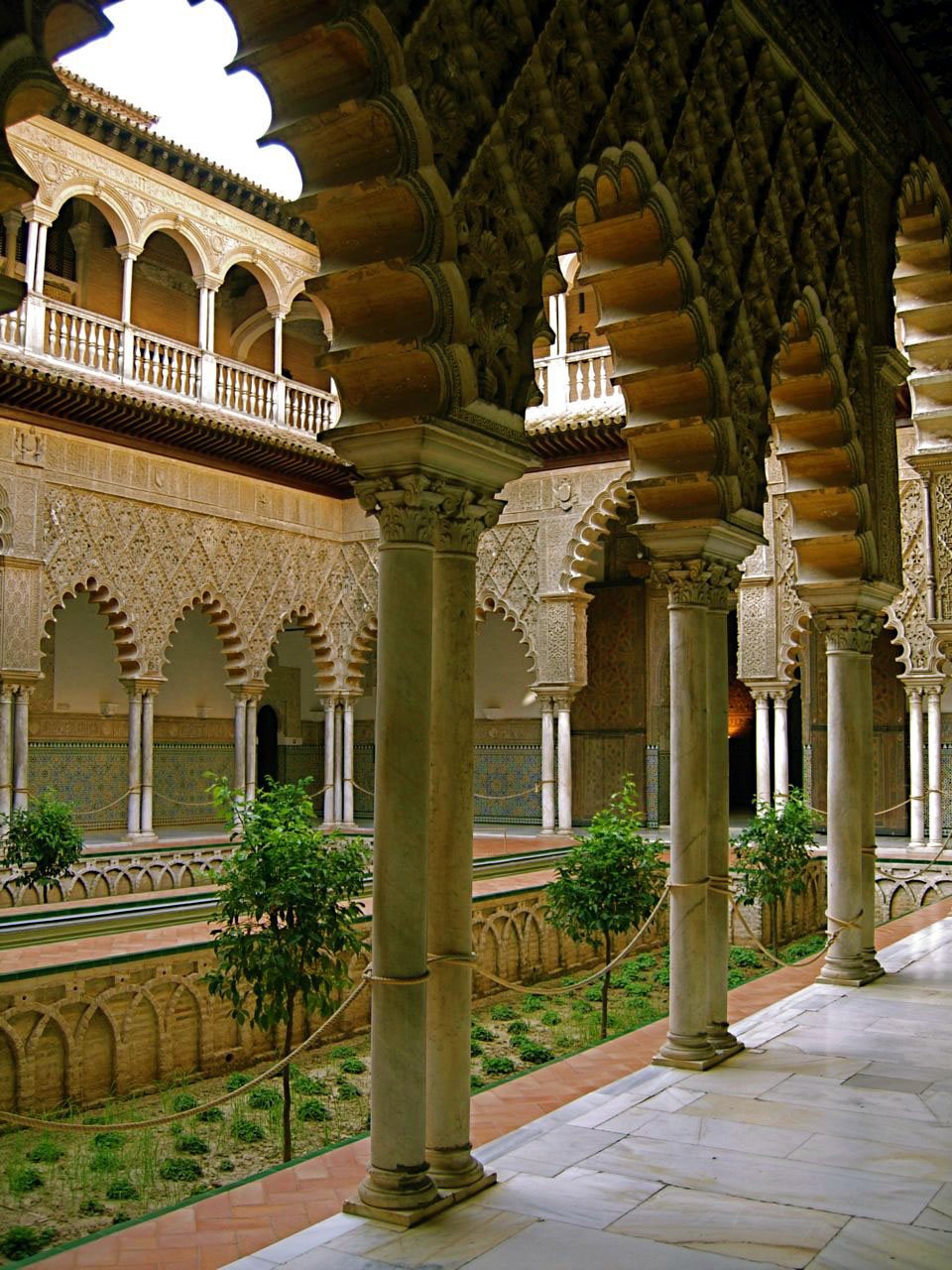
Le jardin mudéjar restauré.
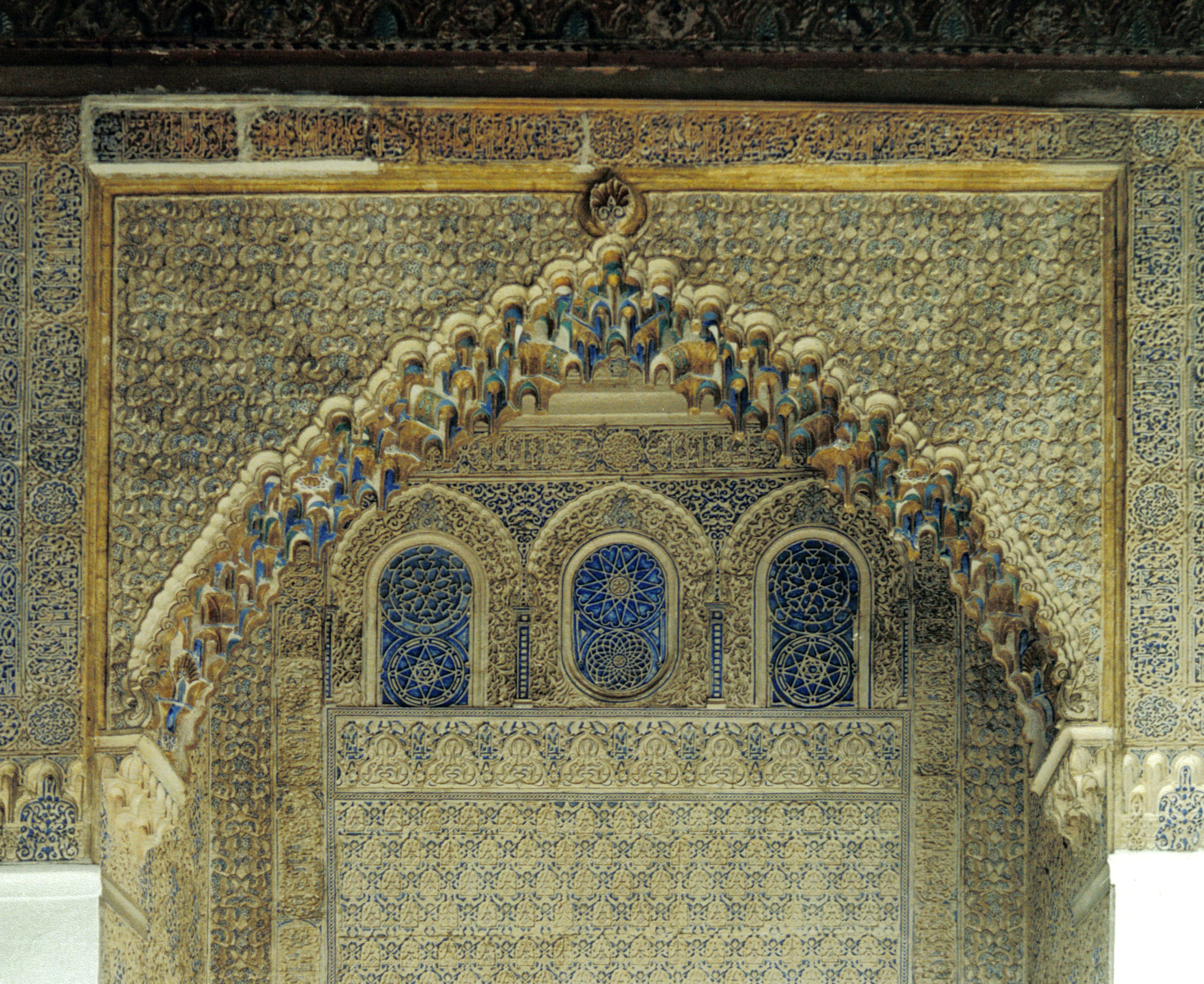
Grand arc à muqarnas du patio de las Doncellas.

Dans la galerie de l’étage, réaménagée sur l’initiative de Charles Quint entre 1540 et 1572, l'art mudéjar fait place au style de la Renaissance italienne, les arcs en plein cintre étant appuyés sur des colonnes de marbre à chapiteaux ioniques, colonnes provenant, comme celles du rez-de-chaussée, d'ateliers génois.
Le réalisateur Ridley Scott a choisi cette cour, encore pavée de marbre, comme décor pour la cour du roi de Jérusalem, dans son film Kingdom of Heaven (2005).

#### Alcôve royale (Alcoba real)

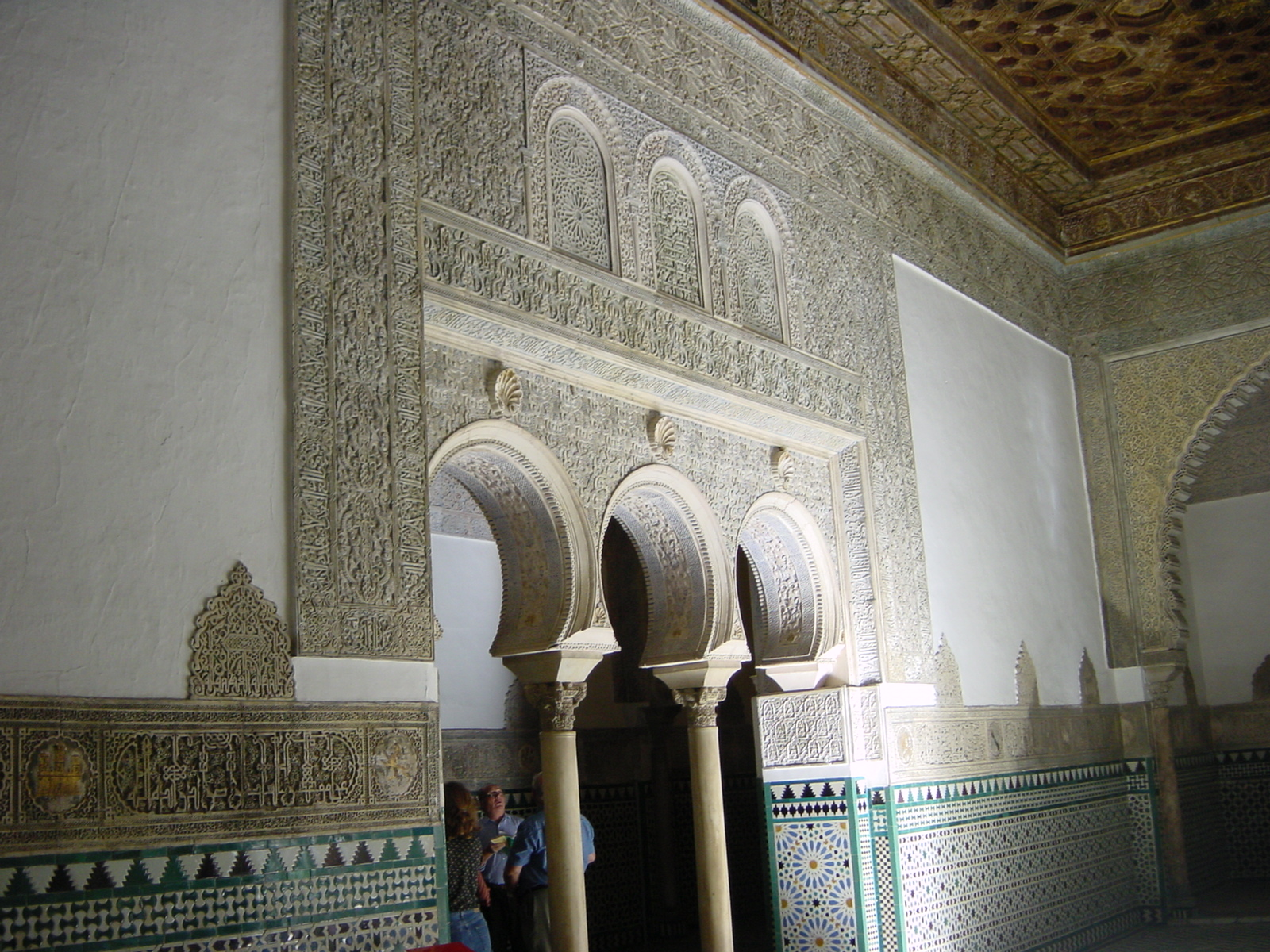
L'Alcôve royale.

L'Alcôve royale, aussi appelée chambre des Rois maures, donne sur la cour des Demoiselles. Elle comprend deux salles, séparées par trois arcs en fer à cheval. La première salle, à laquelle on accède par la cour, est la chambre du roi. Elle possède un précieux plafond à caissons datant du règne des Rois catholiques. Ses murs sont ornés de frises de stuc. Les portes qui donnent sur la cour sont décorées d'entrelacs parmi lesquels on remarquera des figures circulaires à six bras. Les deux fenêtres sont ornées d'étoiles et de roues à huit rais. La deuxième salle, derrière les arcs, est une pièce aveugle ; c’était la chambre d'été du roi.

#### Salon du Plafond de Charles Quint (salón del Techo de Carlos V)
Donnant aussi sur la cour des Demoiselles, en face de l'Alcôve royale, le salon du Plafond de Charles Quint possède des portes de bois à entrelacs mudéjar. Il doit son nom au plafond composé de 75 caissons octogonaux, voulu par Charles Quint et réalisé entre 1541 et 1543 par Sebastián de Segovia. Cette salle était peut-être à l'origine une chapelle, comme le laisse penser l'inscription relative au Saint-Sacrement qui se trouve sur la porte.

#### Salon des Ambassadeurs (salón de Embajadores)

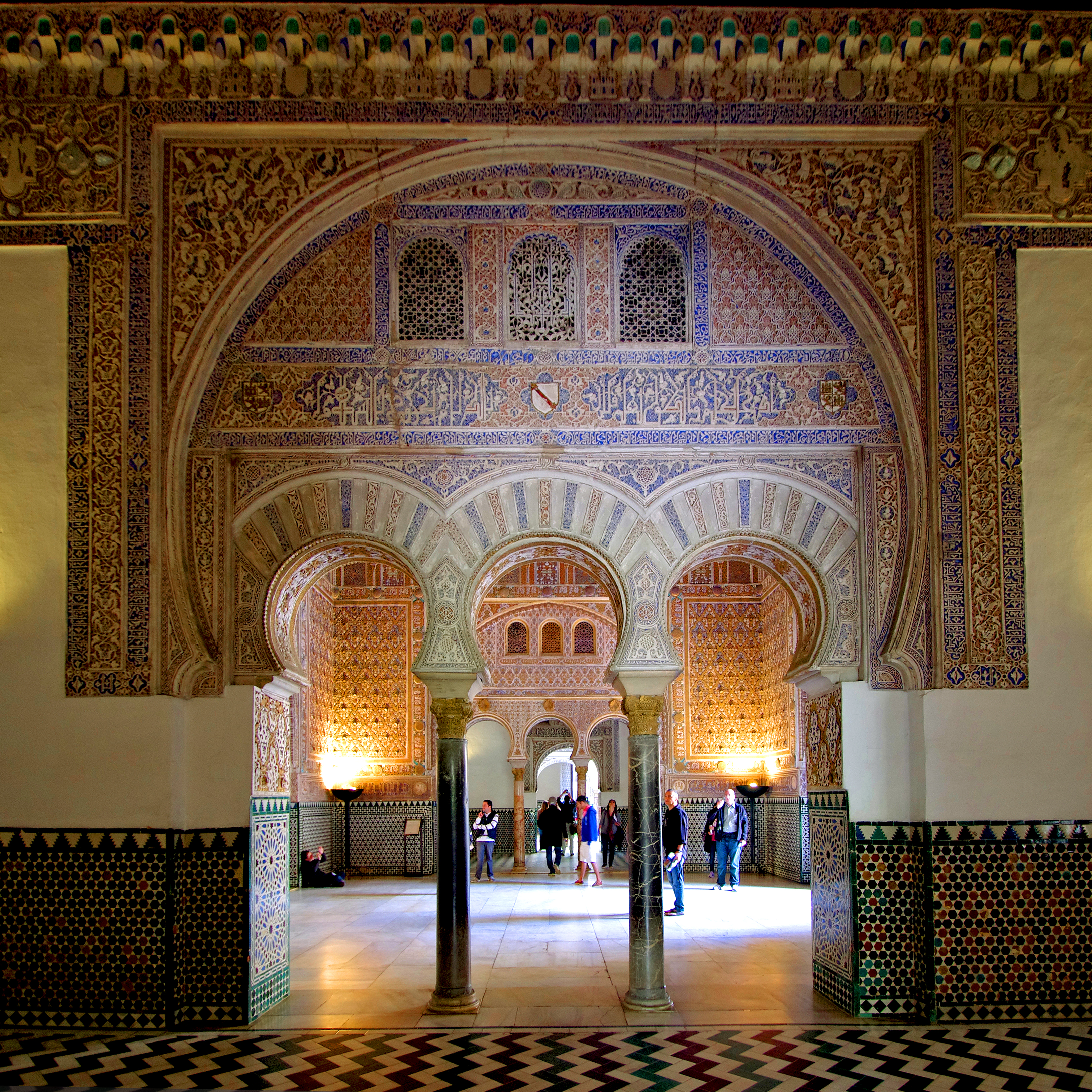
L'un des deux accès au salon des Ambassadeurs, avec arcs en fer à cheval.

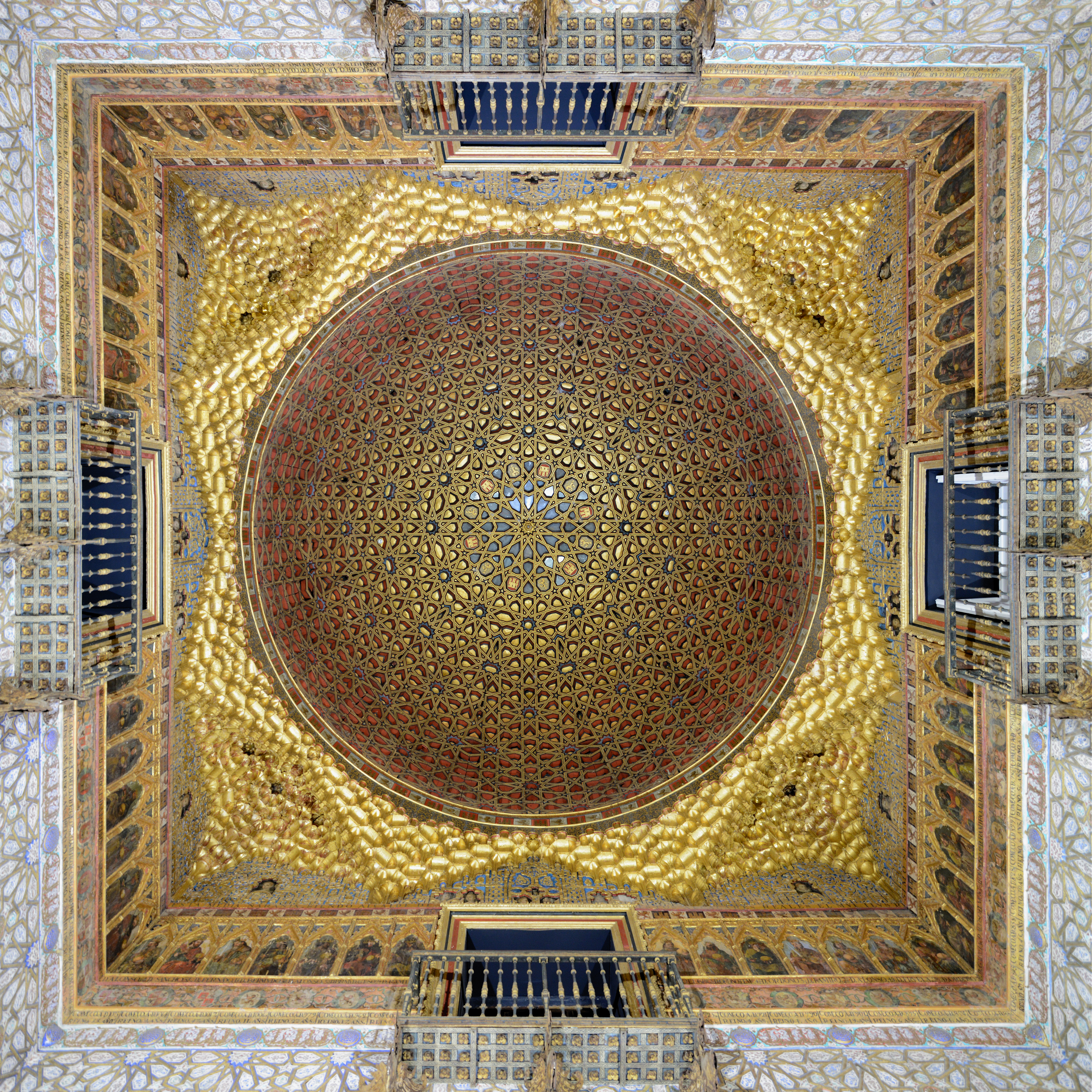
Coupole du salon des Ambassadeurs.

Les portes d'entrée du côté de la cour des Demoiselles datent du XIVe siècle. Elles sont en bois avec des entrelacs géométriques décorés de motifs végétaux. Le salon des Ambassadeurs est la salle la plus somptueuse du palais. C'est ici que le roi recevait ses hôtes de marque. Le jeune Charles Quint y célébra ses noces avec Isabelle de Portugal.
De plan carré (qoubba), le salon est couvert d’une coupole hémisphérique dorée. La coupole repose sur des stalactites de bois doré. Ces stalactites forment tout un réseau d'alvéoles et s'intègrent dans des trompes d'angles qui assurent la transition entre la coupole circulaire et le plan carré de la salle. Sous la coupole, une frise gothique aligne les portraits des monarques espagnols, depuis les Wisigoths jusqu'aux Rois catholiques. Les murs, comme dans les autres salles du palais, sont décorés d'azulejos et de stucs. Les balcons de bois qui émergent dans la partie supérieure datent de la fin du XVIe siècle. Sous les balcons, une série de niches forme une frise qui fait le tour du salon. Le salon communique sur trois côtés avec les salles voisines par une triple rangée d’arcades en fer à cheval, encadrée par un arc, lui-même en fer à cheval, beaucoup plus grand.

#### Salon du Plafond dePhilippeII(salón del Techo deFelipeII)
Depuis le salon des Ambassadeurs, on y accède par la triple rangée d'arcades opposée à la cour des Demoiselles. Cette entrée est connue sous le nom d'arc des Paons (arco de los Pavones), pour sa décoration répétant les motifs de cet animal. Ce salon, tout en longueur, avec son plafond à caissons aux motifs disposés en croix, donne sur le jardin du Prince.

#### Haut Palais (Palacio alto)
Le premier étage du palais mudéjar a été réalisé au XIVe siècle par Pierre Ier, puis réaménagé par les Rois catholiques et à nouveau au XIXe siècle.
Il comprend un grand nombre de pièces réservées à l'usage des monarques. Dans celle qui servait de salle à manger au XIXe siècle, on remarquera un tableau de Murillo, Le miracle de saint François Solano et du taureau. L'une de ces pièces était l’oratoire d'Isabelle la Catholique ; il renferme un retable d'azulejos, œuvre de Niculoso Pisano (1504).

### Palais Gothique (Palacio gótico)
Alphonse X gouverna de 1252 a 1284. La première mention de travaux en ces lieux pendant le règne d’Alphonse X remonte au 22 mars 1254, date à laquelle le roi ordonna de mettre en place une conduite d'eau alimentant l'Alcázar depuis l'aqueduc des Caños de Carmona. Au XIIIe siècle, le gothique était le style architectural prédominant en Espagne. Le roi Alphonse fit bâtir son palais à côté de la cour de la Croisée, alors déjà existante.
Le palais Gothique fut réaménagé par Charles Quint, qui conserva la structure gothique du rez-de-chaussée. La base des murs est décorée d'azulejos réalisés par Cristóbal de Augusta entre 1577 et 1578, pendant le règne de Philippe II.

#### Cour de la Croisée (patio del Crucero)

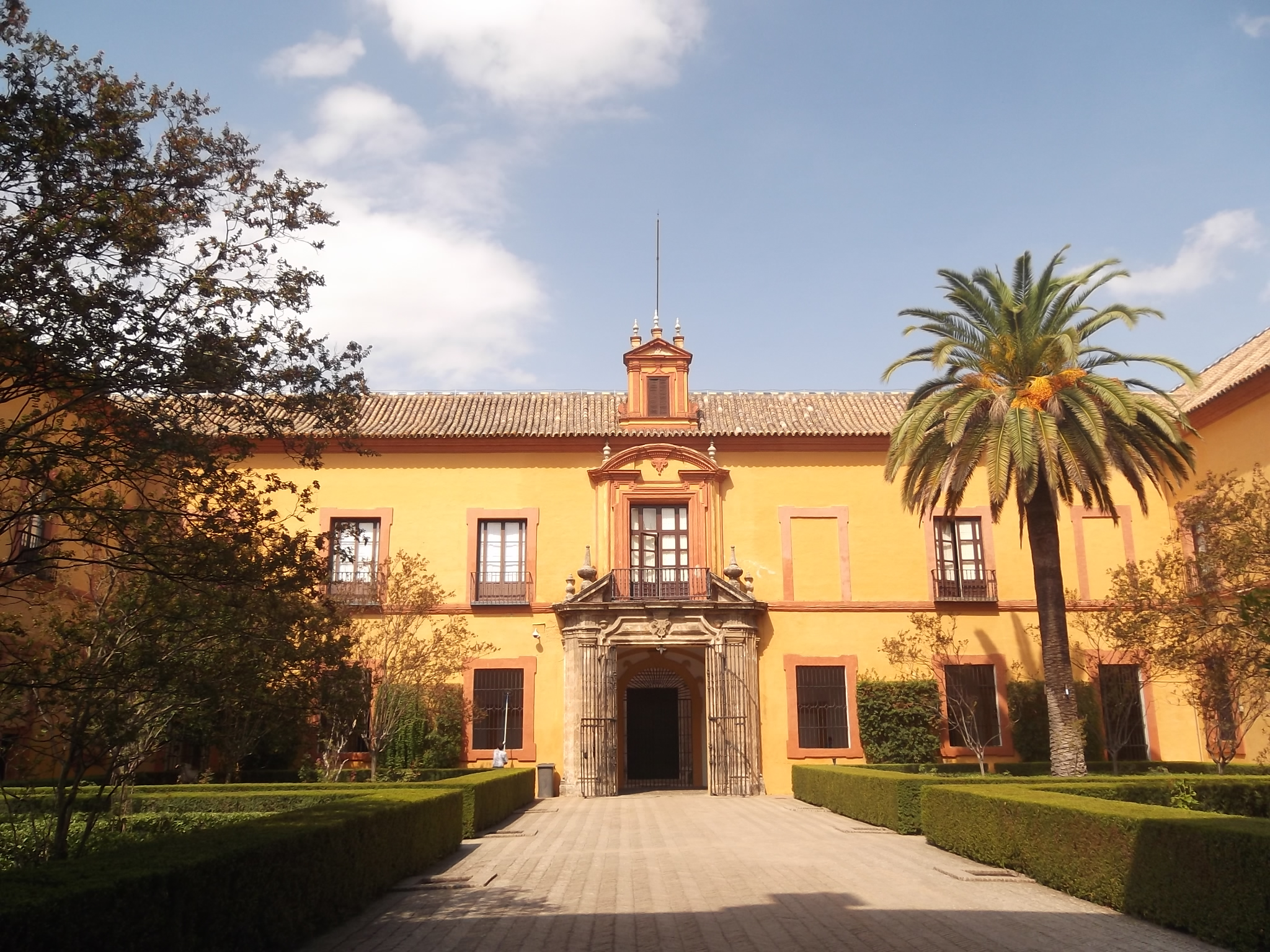
Cour de la Croisée.

Il s'agit d'une cour rectangulaire aménagée en jardin. Elle est divisée en quatre par des haies de myrte entourant des massifs de fusain du Japon, de lilas d’été, de bougainvillées et de jasmin ainsi que des palmiers.

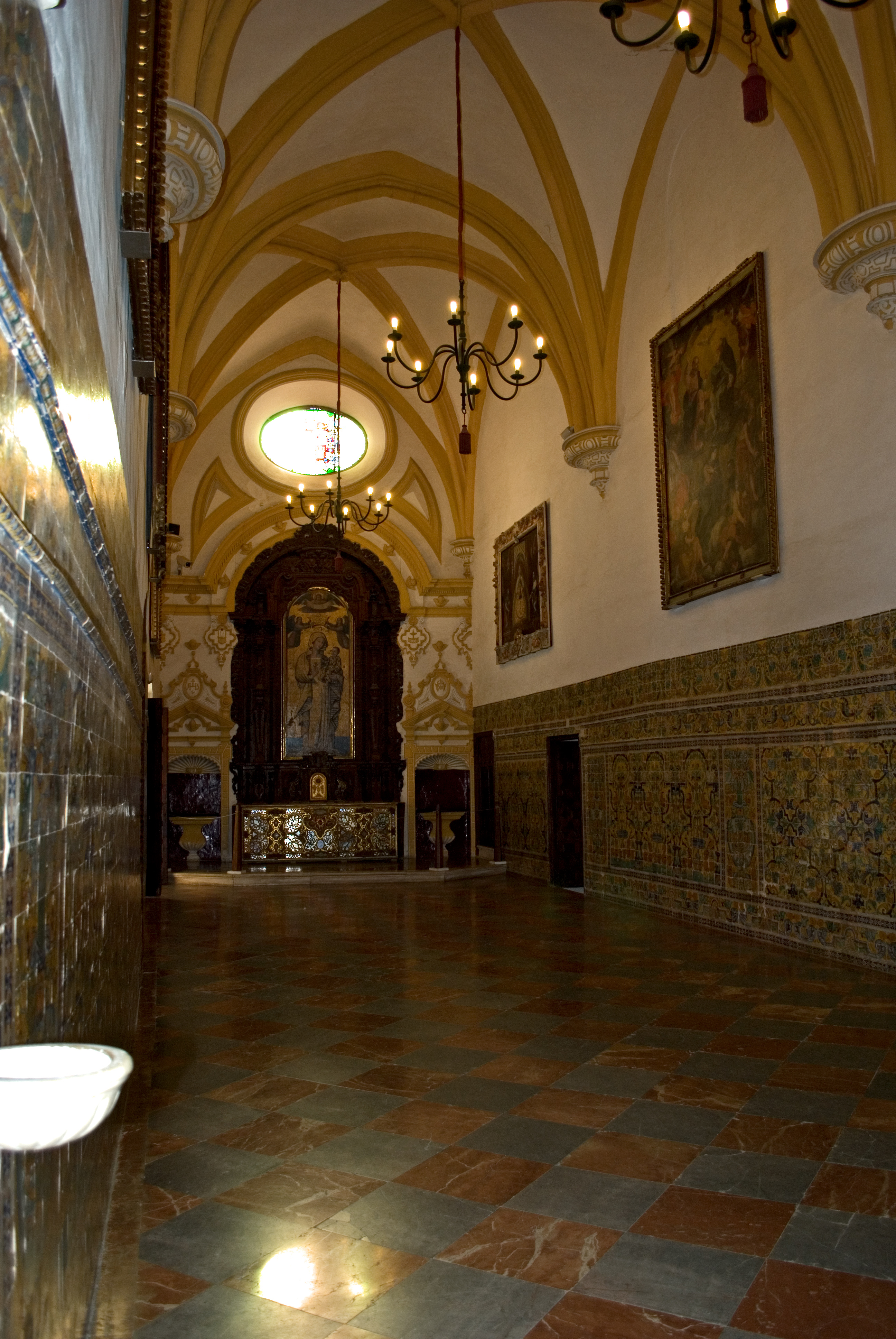
Chapelle du palais Gothique.

Le patio almohade d'origine a été restructuré lorsqu'Alphonse X construisit le palais Gothique. Quelques éléments de style maniériste ont été ajoutés au XVIe siècle. Le patio d'origine était un espace divisé en quatre par deux couloirs perpendiculaires couverts de voûtes sur croisées d'ogives. Le tremblement de terre de Lisbonne de 1755 ensevelit partiellement ou détruisit cette partie de l'Alcázar. Dans la deuxième moitié du XVIIIe siècle, des travaux importants furent réalisés sur la cour de la Croisée et le palais Gothique. La façade du palais Gothique qui donnait sur la cour de la Croisée fut entièrement reconstruite en style baroque. Les autres façades de la cour furent également revues. Tout le jardin fut enterré pour que le sol fût au niveau des salons entourant la cour. Les couloirs du patio original furent murés et constituent maintenant des chambres souterraines. La galerie centrale de l'époque d'Alphonse X, aux voûtes sur croisées d’ogives, renferme un bassin. On la connaît aujourd'hui sous le nom de « bains de Doña María de Padilla » et on y accède depuis le jardin de la Danse (q.v.).

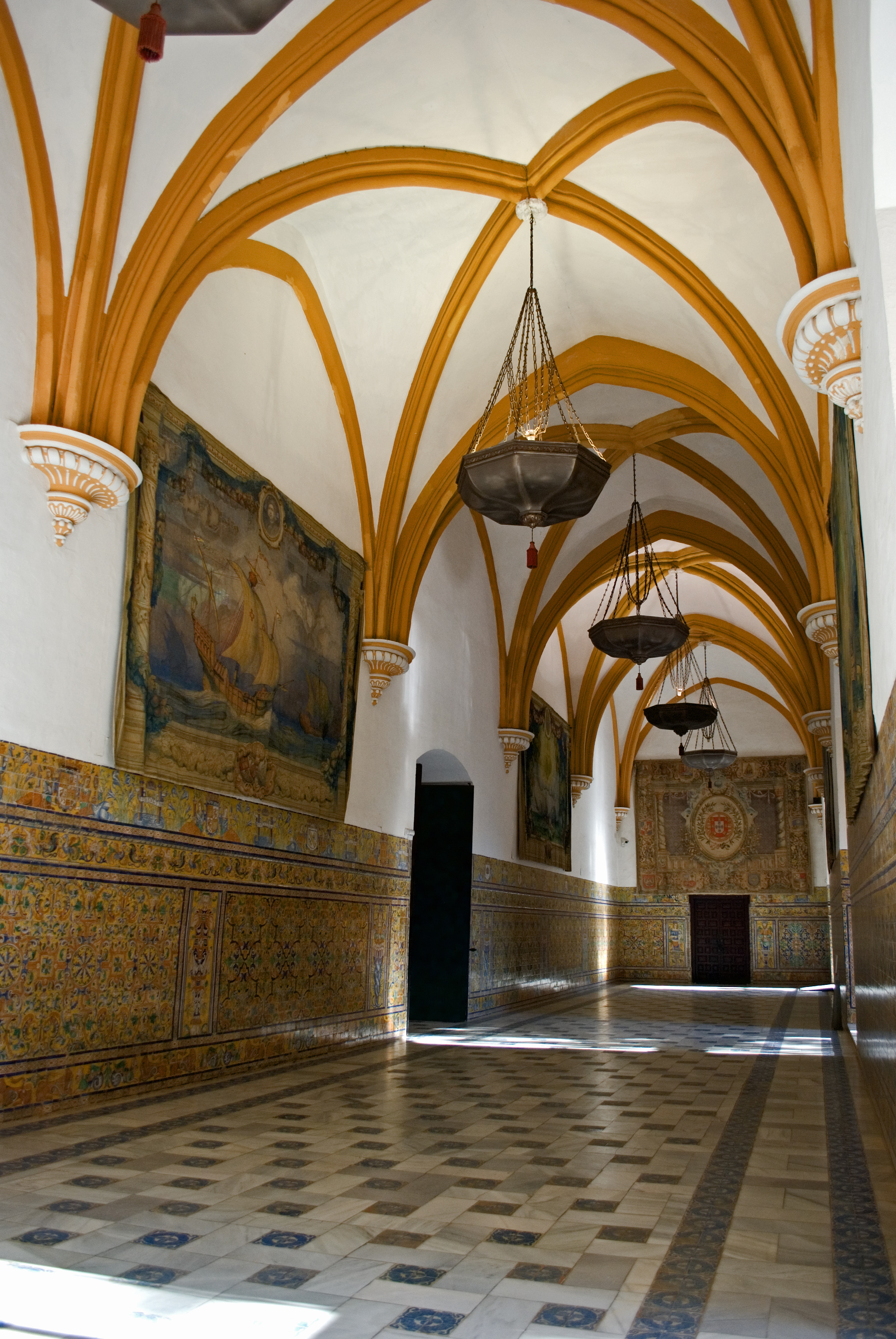
Grand Salon.

#### Chapelle
C'est probablement ici que se trouvait la chapelle de Saint-Clément, créée en 1271. Elle est actuellement présidée par un retable de la Vierge antique, copie de celui de la cathédrale de Séville.

#### Grand Salon (Gran Salón)
Le Grand Salon, connu aussi sous le nom de salle des Voûtes ou salle des Fêtes, est orné de quatre tentures murales qu'Alphonse XIII avait commandé au peintre Gustavo Bacarisas (es) pour le Pavillon royal de l'Exposition ibéro-américaine de 1929 et qui retracent des épisodes des expéditions de Christophe Colomb.

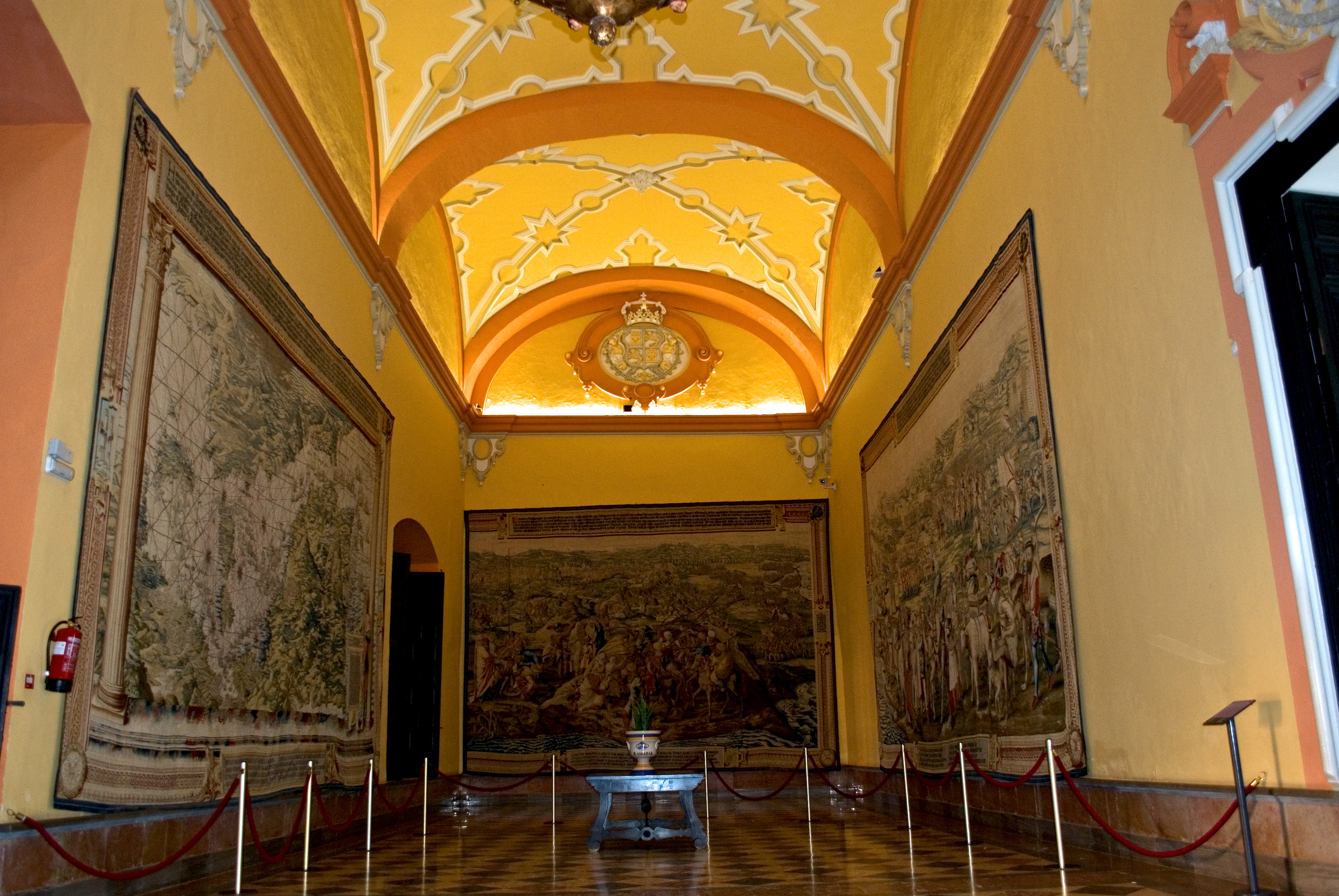
Salon des Tapis.

#### Salon des Tapis (salón de los Tapices)
Il fut entièrement reconstruit au XVIIIe siècle. Sa façade jouxte au sud-est la cour de la Croisée. Il est décoré de six tapis représentant la conquête de Tunis par Charles Quint et réalisés dans les années 1730.

## Les jardins
Les jardins constituent une partie fondamentale de l'alcazar et ont connu divers réaménagements stylistiques — arabes, Renaissance, puis modernes — depuis leur tracé primitif. Oasis de fraîcheur et de calme au centre de la ville, ils sont disposés en terrasses agrémentées d’une végétation verdoyante, d'une multitude d’orangers et de palmiers et d'innombrables fontaines et pavillons.

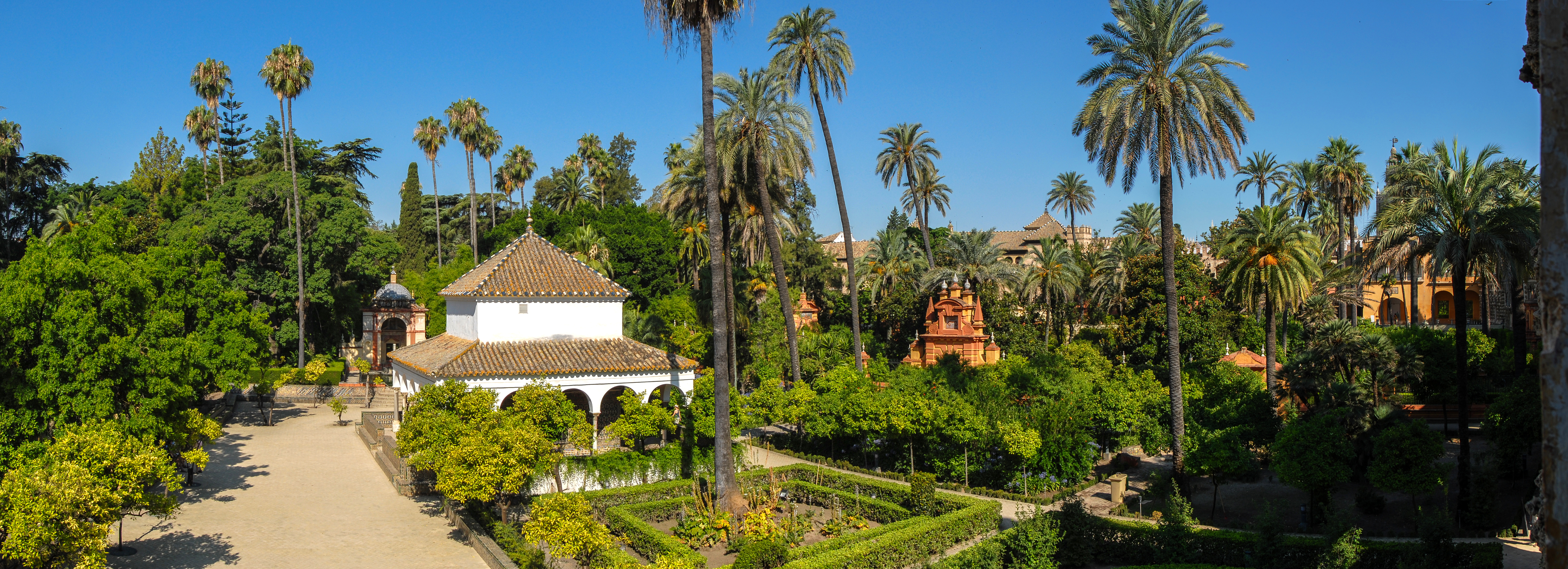
Les jardins de l’Alcazar vus de la galerie du Grotesque, au premier plan le pavillon de Charles Quint.

### Jardins Renaissance

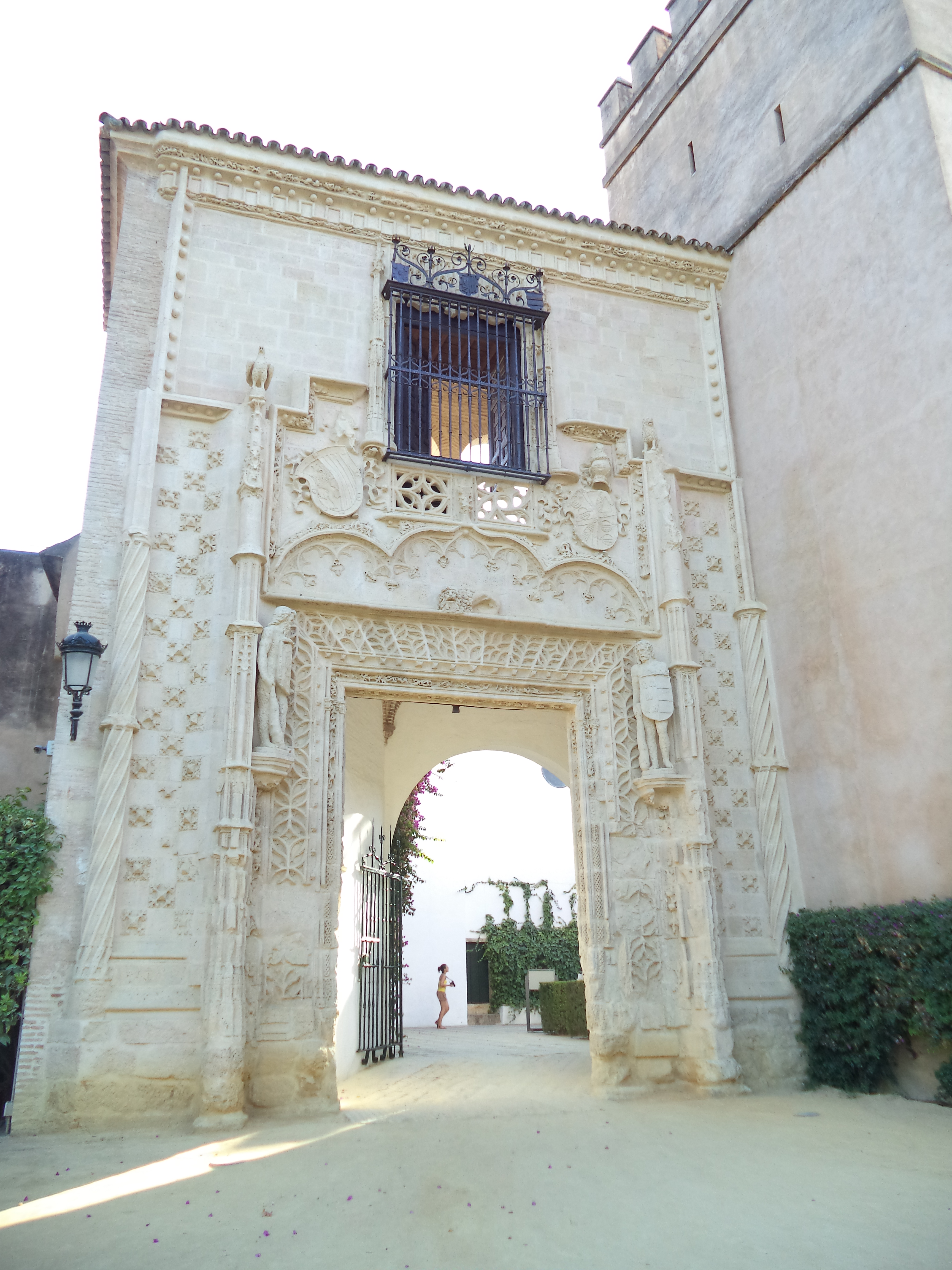
Porte du palais des ducs d’Arcos, l’une des portes reliant l’intérieur de l’alcazar aux jardins.

La partie la plus proche du palais, réalisée à l’époque de la Renaissance, est compartimentée par des murs décorés de fontaines et d’ornements maniéristes. On y reconnaît l’héritage musulman dans la prolifération des fontaines basses recouvertes d’azulejos et dans les orangers en espaliers dominant les murs. En sortant du palais Gothique, on trouve, dans l’ordre, sur la droite, les jardins suivants :

#### Bassin de Mercure (Estanque de Mercurio)

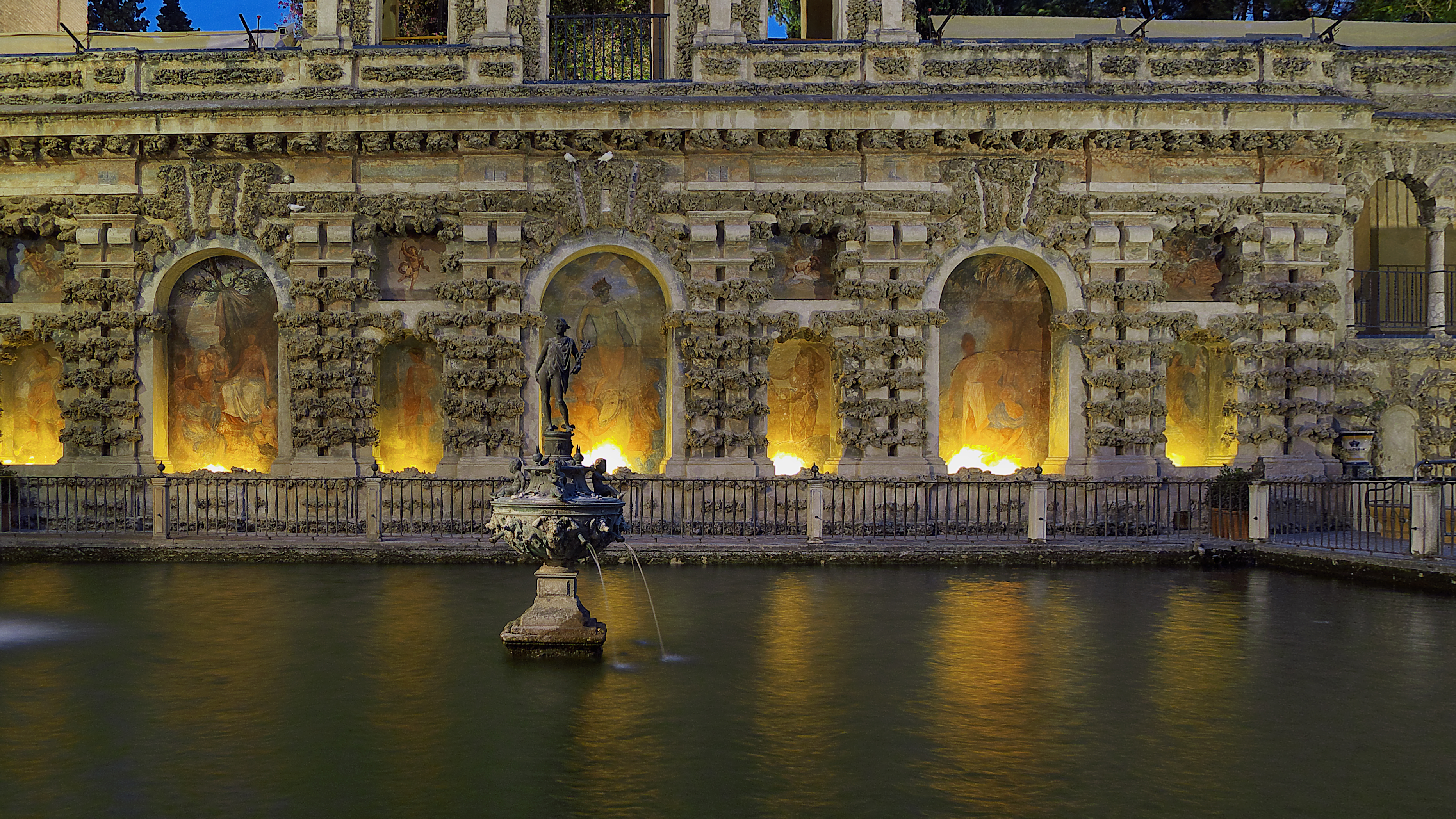
Vue de l’étang de Mercure avec la galerie du Grotesque.

Cette pièce d’eau, au même niveau que le palais et donc plus élevée que le reste des jardins, est présidée en son centre par une statue du dieu Mercure, œuvre de Diego de Pesquera (es), fondue par Bartolomé Morel en 1576. Les balustrades entourant le bassin, ornées aux quatre coins de lions portant écus et de dix-huit boules reposant sur des pyramides, sont des mêmes artistes et étaient à l’origine recouvertes de dorures, dont il ne reste que quelques fragments. Sur le côté nord-est se dresse la galerie du Grotesque (galería del Grutesco), érigée à partir d’un ancien pan de muraille almohade. Sa transformation en belvédère et en élément décoratif de veine franchement maniériste, datant de 1612 environ, est essentiellement due à Vermondo Resta. Elle est constituée de pierres rustiques d’origines diverses imitant des roches marines, où sont ménagées des niches en plein cintre servant d’encadrement à des peintures murales, dont les motifs (personnages mythologiques, oiseaux exotiques) semblent peints sur un marbre rougeâtre, œuvres de Diego de Esquivel datant du XVIIe siècle. La galerie est surmontée d’une tour-fronton crénelée à trois baies et se prolonge au sud-est sur près de 200 mètres, offrant de belles vues sur les jardins. Au pied de la muraille, un petit édifice encastré dans celle-ci abrite un orgue aquatique du XVIIe siècle, récemment restauré.

#### Jardin de la Danse (Jardín de la Danza)

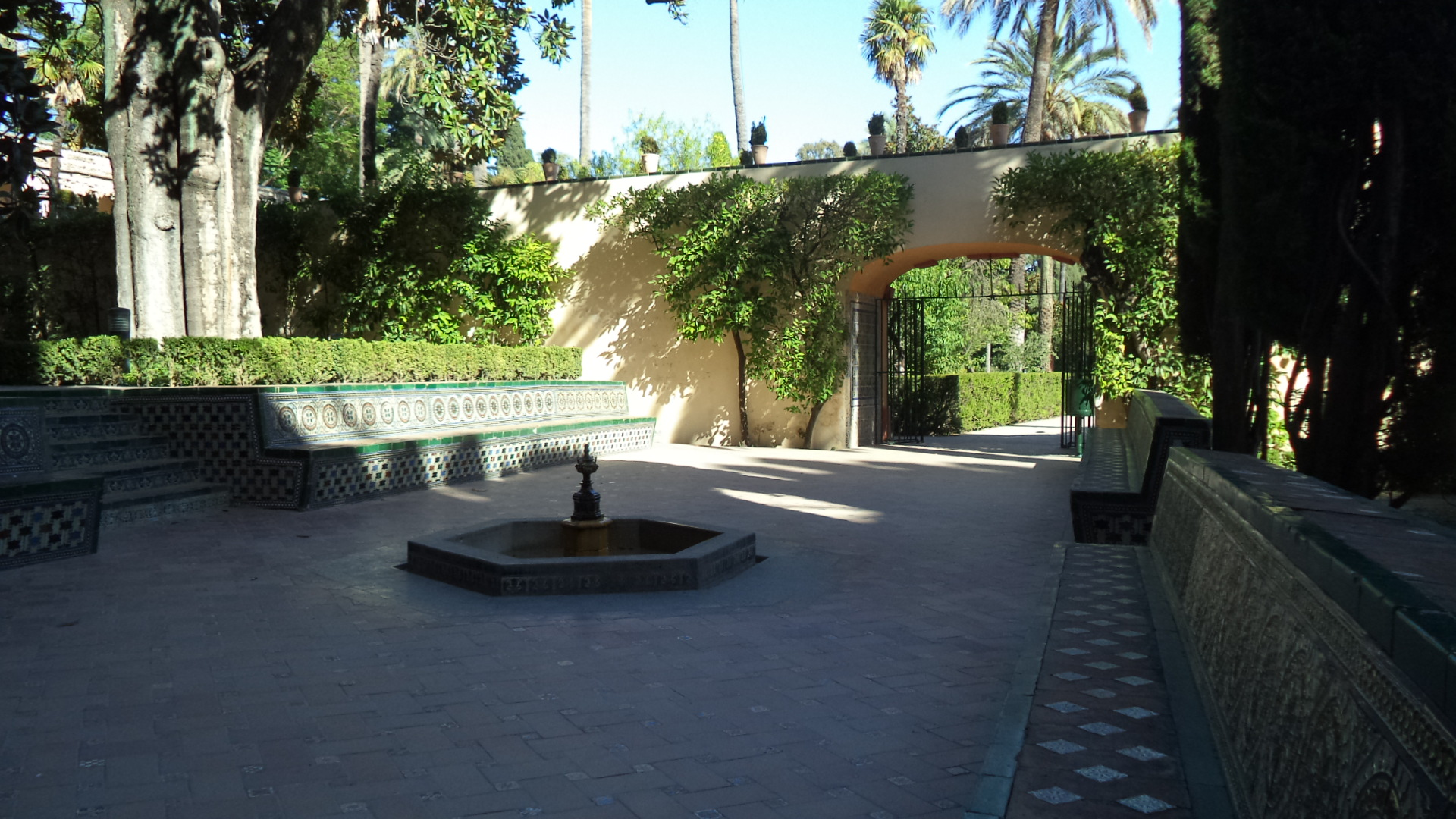
Vue du jardin de la Danse.

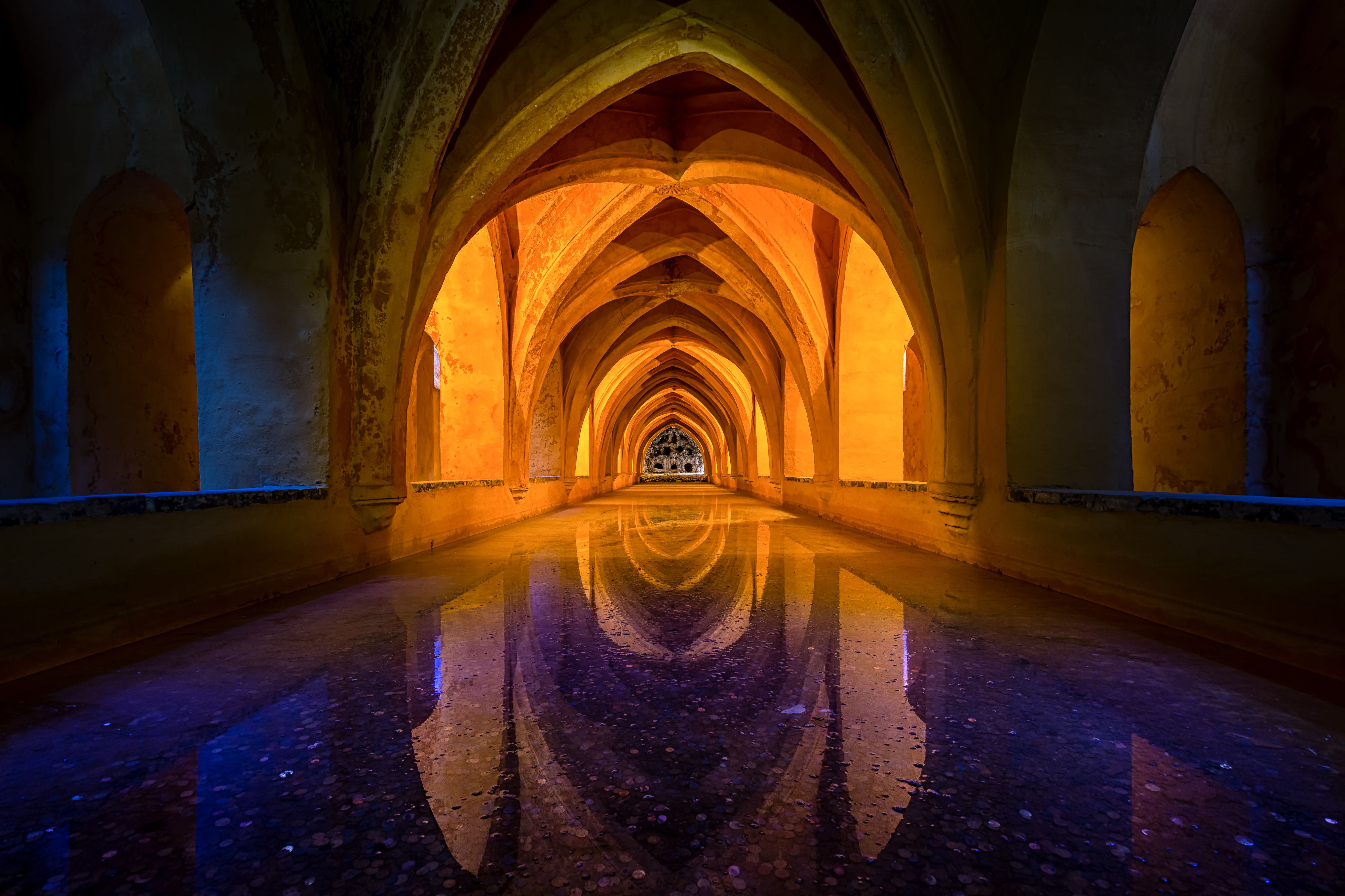
Les bains de.

Au sud-ouest du bassin de Mercure, on passe entre deux colonnes, qui supportaient autrefois des sculptures de personnages mythologiques, pour atteindre, un peu en contrebas, le jardin de la Danse, espace rectangulaire divisé en trois secteurs qui donne accès aux bains de Doña María de Padilla, citerne souterraine couverte de superbes voûtes d’ogive. Ces réservoirs d’eau de pluie, situés sous le patio del Crucero, tirent leur nom de Marie de Padilla, la maîtresse de Pierre de Castille. Devant l’entrée aux bains, une jolie fontaine décorée d’azulejos date du XVIe siècle.

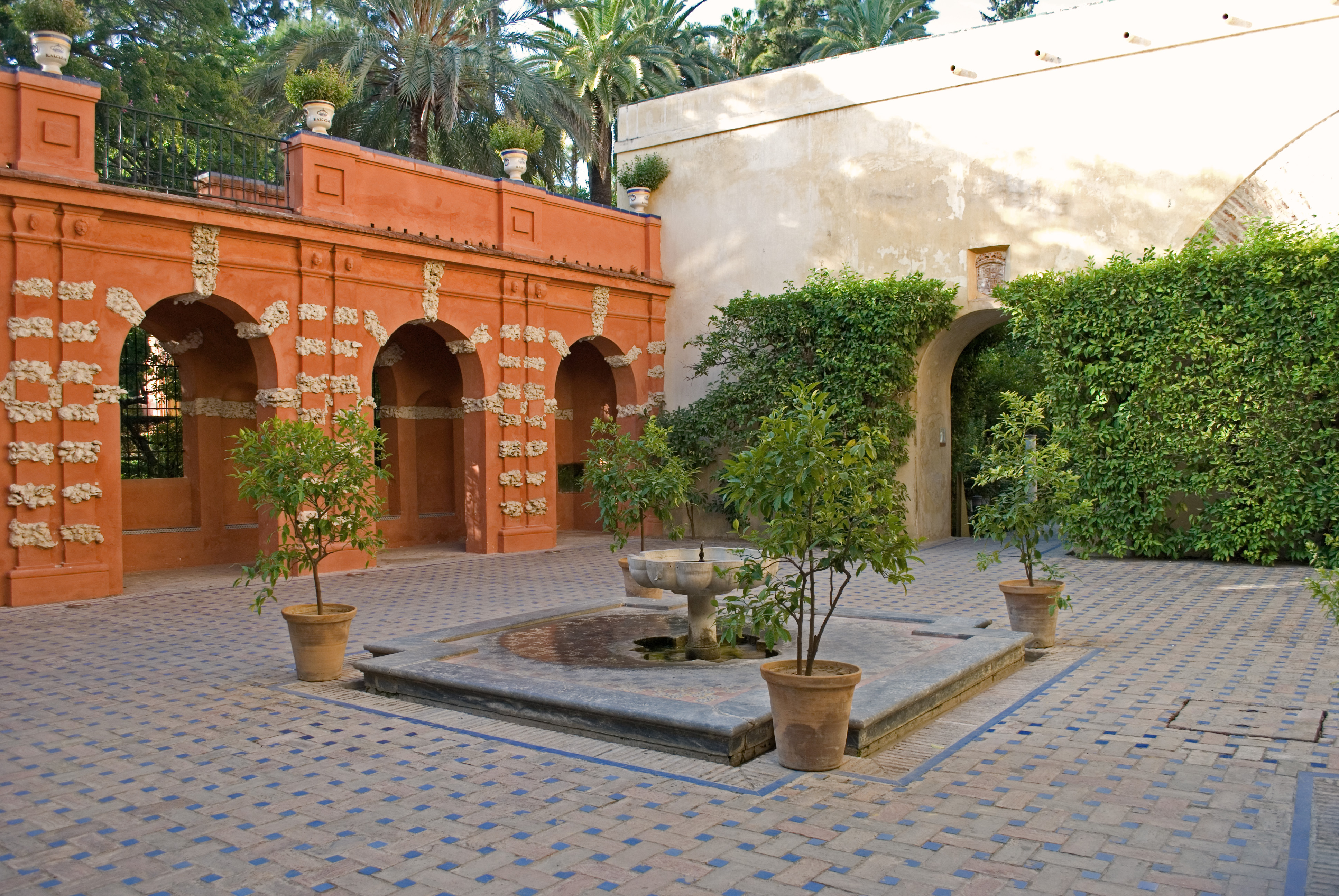
Vue du jardin de Troya.

#### Jardin de Troya
En continuant vers le sud-ouest, on parvient au jardin de Troya, adossé au palais. L’intimité que lui réservent les murs le séparant du jardin de la Danse, la musique des fontaines et la fragrance des plantes aromatiques rappellent ses origines musulmanes. On l’appelle aussi cour du Labyrinthe, car son sol était composé jusqu’au début du XXe siècle de carreaux aux motifs évoquant un labyrinthe. La fontaine qui se dresse en son centre est dotée d’une vasque datant du Xe siècle. La galerie rustique qui ferme le jardin a été réalisée en 1606 par Vermondo Resta (es), en style maniériste. Cet espace intime était cher au peintre Joaquín Sorolla (1863-1923), qui l’a peint à plusieurs reprises et s'en est inspiré pour les plans de sa maison à Madrid.

#### Jardin de la Galère (Jardín de la Galera)
En continuant de suivre la façade du palais, on parvient au jardin de la Galère, désignation qui évoque les galères de myrte qui ornaient ce jardin. Ses murs sont couverts d’orangers en espalier. Un escalier accède à un perron surmonté d’une treille de glycine, sur lequel donne l’antichambre du salon des Ambassadeurs.

#### Jardin des Fleurs (Jardín de las Flores)
En sortant du jardin de la Galera, on y pénètre par un grand demi-arc et trouve sur la gauche un bassin accolé au mur dont les bords sont ornés d’azulejos datant de 1561. Derrière la fontaine centrale, une niche dans le mur sud-ouest abrite un buste de Charles Quint.

#### Jardin du Prince (Jardín del Príncipe)
Séparé du jardin des Fleurs par une galerie de colonnes de style Renaissance, il doit son nom à la naissance, dans une pièce proche, du prince Jean d'Aragon, fils des Rois catholiques. Son tracé est en forme de croix et sa végétation hétéroclite : palmiers, cyprès, magnolias, grenadiers, orangers et autres arbustes, tous répartis de manière irrégulière.

#### Jardin de la Croix (Jardín de la Cruz)

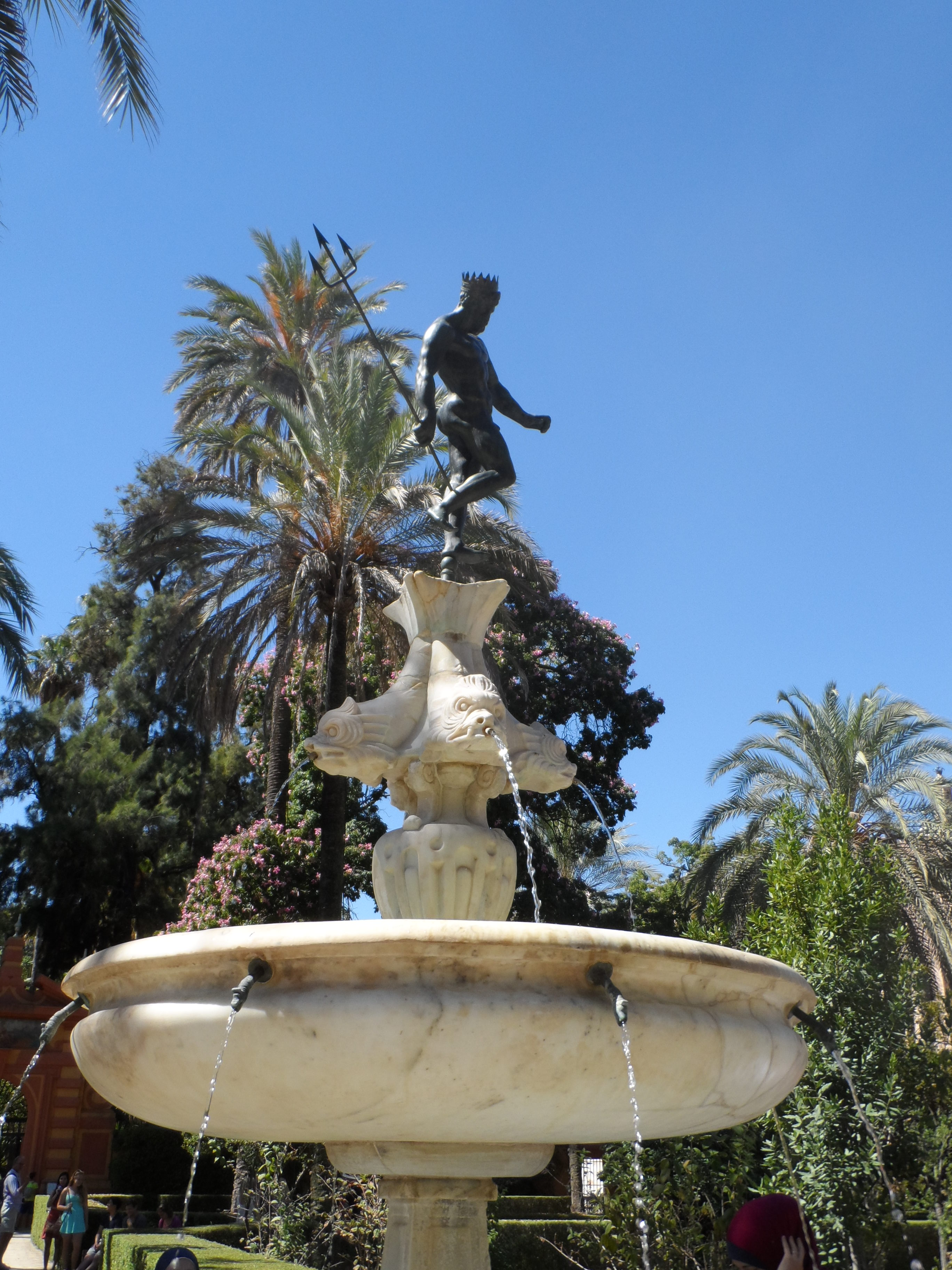
Fontaine de Neptune dans le jardin des Dames.

Du jardin des Fleurs, on accède par une petite porte et un escalier d’azulejos au jardin de la Croix, dont le nom évoque la croix formée par ses allées bordées de haies de thuyas et de cyprès, appelé aussi jardin de l’Ancien Labyrinthe (jardín del Laberinto Viejo) parce qu’il abritait un labyrinthe jusqu’en 1910. Le seul élément qui reste de l’ancien jardin est un bassin orné d’un monticule représentant le mont Parnasse, percé de quatre ouvertures à travers lesquelles on aperçoit deux figures féminines adossées l’une à l’autre, des seins desquelles jaillissaient l’eau. Le sommet et les côtés du monticule portent des ruines de statues représentant entre autres Apollon et les Muses, le tout couronné par Pégase.

#### Jardin des Dames (Jardín de las Damas)
Le jardin des Dames, au nord-est du jardin de la Croix, doit son nom aux sculptures des déesses Héra, Athéna et Aphrodite et de la reine Hélène, qui n'y sont plus conservées. Le jardin actuel a une forme rectangulaire et une surface de 4 000 m2, que Vermondo Resta a divisée en huit secteurs délimités par des haies. En son centre, se dresse la fontaine de Neptune, d'où l’on rejoint au nord-est l’orgue aquatique au pied de la galerie du Grotesque.

#### Jardin du Pavillon de Charles Quint (Jardín del Cenador de la Alcoba ou de Carlos V)
Construit en 1526 à l’occasion du mariage de Charles Quint et d’Isabelle du Portugal, le cenador de la Alcoba (littéralement « tonnelle de l’Alcôve ») ou pavillon de Charles Quint donne son nom au jardin. Il fut érigé à partir d’une qoubba musulmane antérieure, gardant sa forme de cube surmonté d’une coupole et entouré d’une galerie. Entièrement réaménagé entre 1543 et 1546 par Juan Hernández, il mêle les éléments Renaissance à ceux d’héritage mudéjar, tels les murs intérieurs entièrement recouverts d’azulejos réalisés par Diego et Juan Pullido. On voit près du pavillon un oranger que Charles Quint a fait planter. Au sud-est du pavillon, derrière un long banc d'azulejos, se trouve le jardin du Labyrinthe, qui remplace l'ancien jardin du Labyrinthe réaménagé en 1914 comme jardin de la Croix (cf. ci-dessus).

### Jardins modernes

#### Jardin Anglais (Jardín Inglés)
Le jardin Anglais a été construit au début du XXe siècle et occupe une grande partie des anciens jardins de l’Alcoba. Il comprend de vastes pelouses ombragées de grands arbres d’espèces variées et entrecoupées de chemins au tracé courbe.

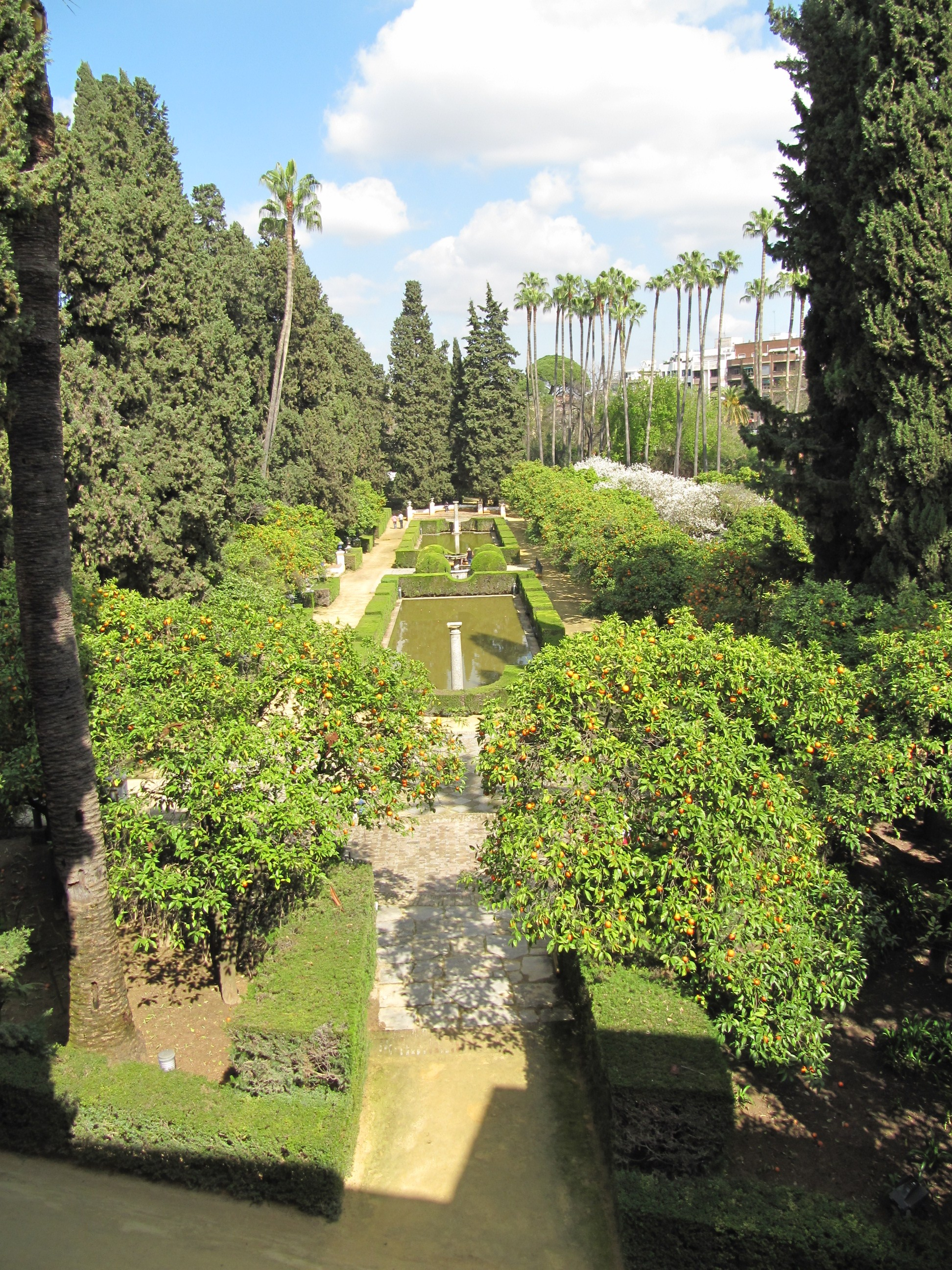
Vue du jardin des Poètes.

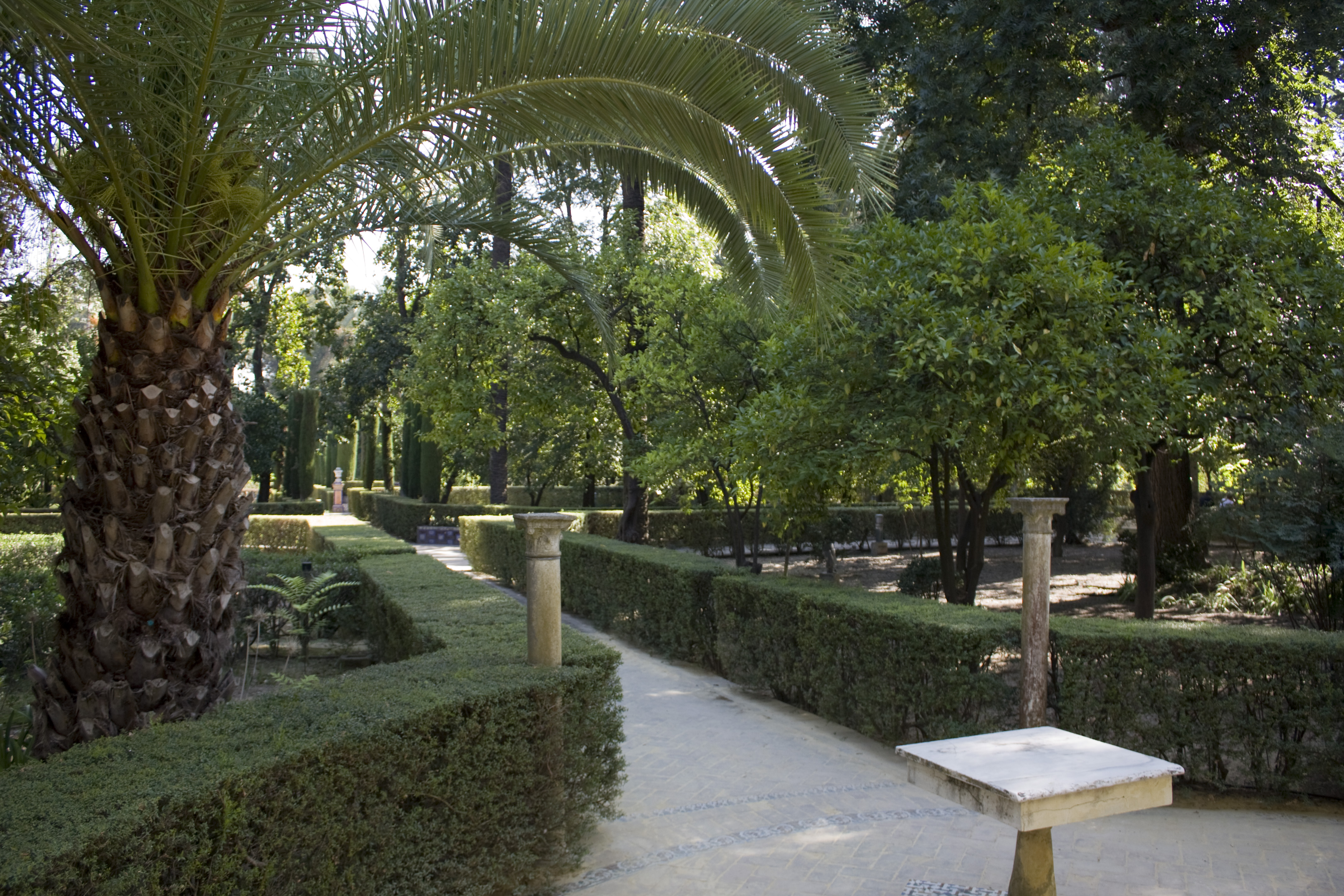
Jardin du marquis de la Vega Inclán.

#### Jardin du Marquis de la Vega Inclán (Jardín del Retiro)
Aménagé sur les anciens jardins du Retiro, dont on avait déjà soustrait une partie pour former les jardins de Murillo, il a été conçu au début du XXe siècle par José Gómez Millán, qui reprit le tracé du jardin des Dames. Jardin à la française, il doit son nom au marquis de la Vega-Inclán, conservateur de l’Alcazar à l’époque ou ce jardin a été aménagé.

#### Jardin des Poètes (Jardín de los Poetas)
Réalisé sous l’impulsion de Joaquín Romero Murube (es) et conçu par Javier Winthuysen (es), il s’articule autour d’une pièce d’eau et recrée le jardin-type de Séville, synthèse d’influences islamiques, Renaissance et romantiques.

## L'alcazar de Séville dans les arts

### Dans la peinture

L'Alcazar par Joaquín Sorolla en 1910
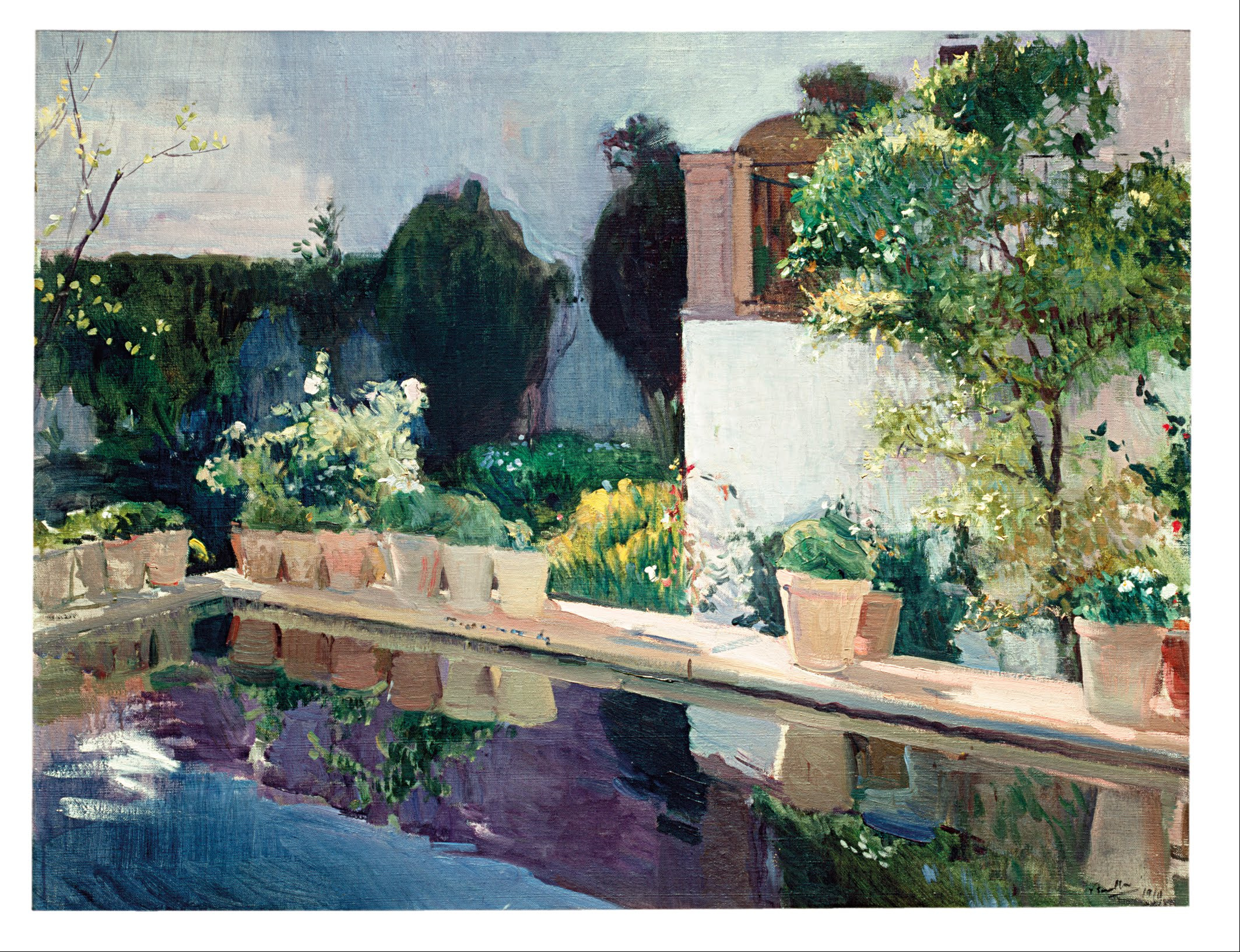
Palais de l'Étang, Alcazar de Séville Musée Sorolla, Madrid
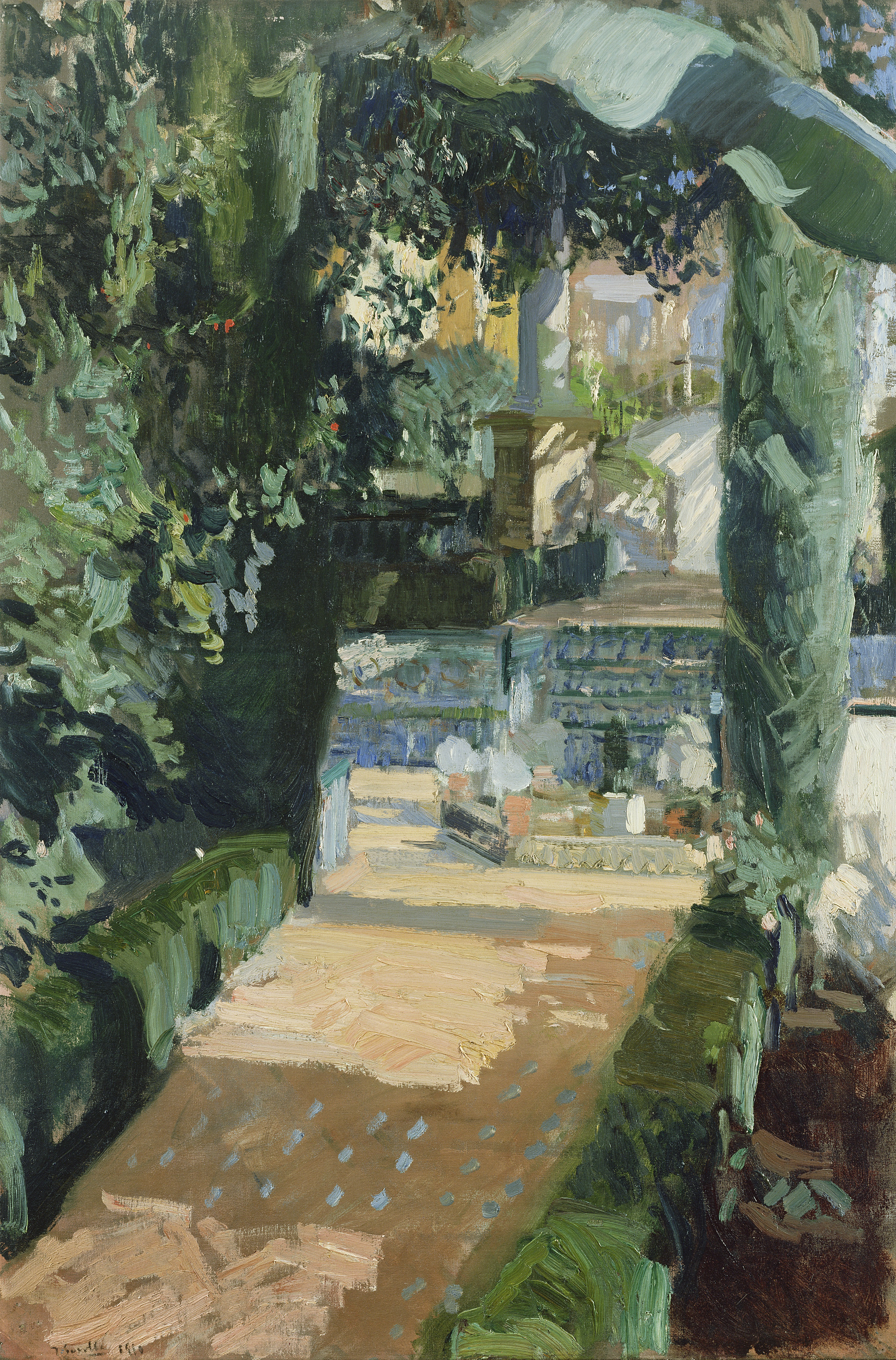
Cour des Danses, Alcazar de Séville Getty Center, Los Angeles
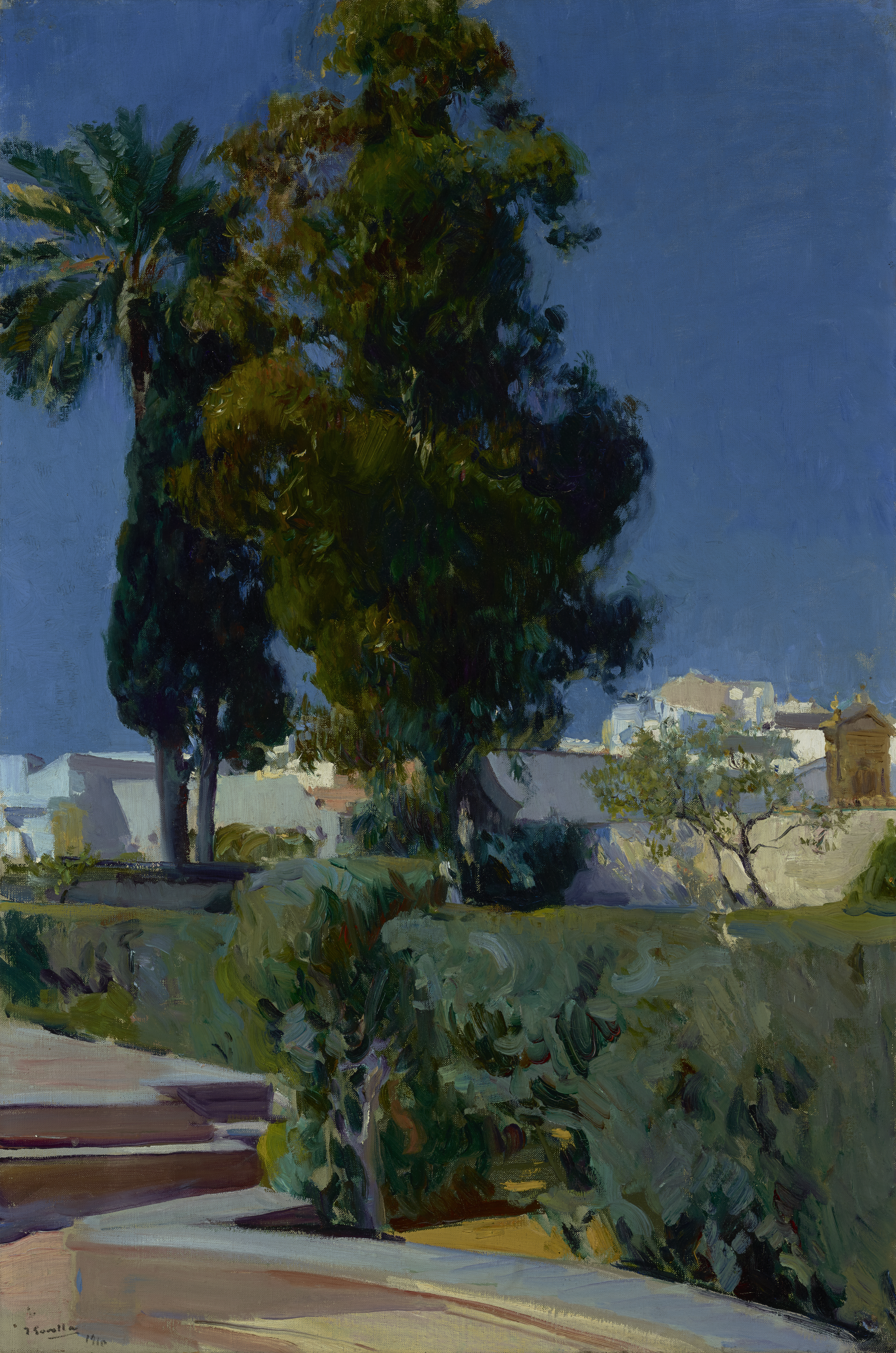
Coin du jardin, Alcazar de Séville Getty Center, Los Angeles
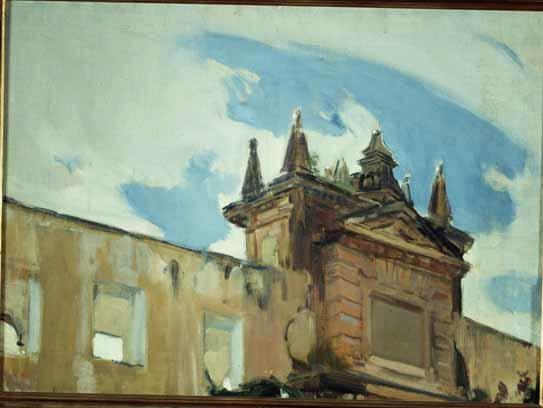
Alcazar de Séville, Porte du Privilège Musée Sorolla, Madrid

### L'alcazar de Séville au cinéma et à la télévision
L'alcazar a servi de décor aux films suivants :
- ¿ Dónde vas, Alfonso XII ? (fr. : Tu seras reine – 1958, Espagne) ;
- La Femme et le Pantin (1959, France)[48] ;
- Lawrence d'Arabie (1962, Royaume-Uni)[49] ;
- Le Lion et le Vent (1971, États-Unis)[50] ;
- 1492 : Christophe Colomb (1992, France, Espagne, Royaume-Uni) ;
- Kingdom of Heaven (2004, Royaume-Uni, États-Unis)[51] ;
- Night and Day (2010, États-Unis) ;
- Game of Thrones (saisons 5 et 6, HBO, 2015-2016).